# Hijos de J. Barreras
Hijos de J. Barreras (Astillero Barreras) era un astillero español situado en la ciudad de Vigo, su unidad productiva actualmente está integrada en el grupo naval asturiano Astilleros Armon a través de la sociedad mercantil Astilleros Ría de Vigo S.A. Su principal actividad consistía en el diseño y construcción de buques de gran tonelaje en acero de alto valor añadido, así como también de todo tipo de estructuras flotantes en general.

## Historia

### Década de 1890
Los fundadores de la compañía fueron miembros de la familia de origen catalán Barreras Massó, dedicada a la conserva de la sardina y a la salazón, quienes debido al aumento productivo de su grupo empresarial decidieron dar el salto a la fabricación de sus propios buques pesqueros. Los orígenes de la factoría se remontan al año 1892, cuando el ingeniero José Barreras Massó construye en El Arenal –entre las actuales calles Colón y Oporto de la ciudad de Vigo– un taller en donde emplea inicialmente a 12 trabajadores. En ese mismo año se constituye la sociedad «Viuda e Hijos de José Barreras y Casellas» por parte de Esperanza Massó Ferrer, José y Francisco Barreras Massó, viuda e hijos, respectivamente, del empresario natural de Blanes José Barreras y Casellas, es entonces cuando nace el astillero propiamente dicho.

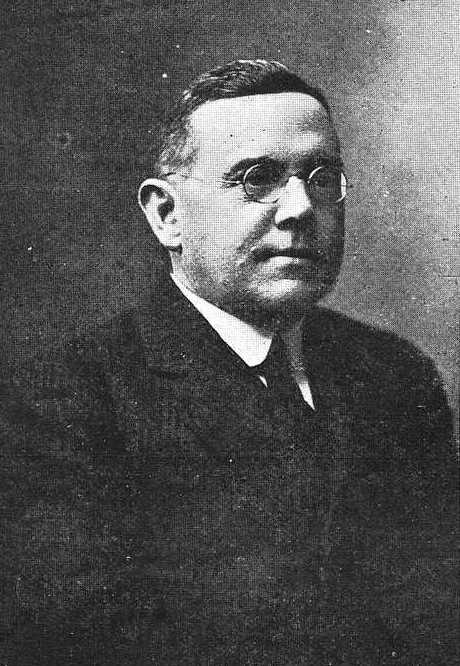
José Barreras Massó.

En la factoría de El Arenal se construían los cascos y se montaban las máquinas compound a condensación y calderas multitubulares importadas desde Inglaterra, fabricadas por la firma Plenty & Son Ltd., de 20 HP, que mantenían una velocidad de ocho nudos.

### Década de 1900
Recién estrenado el siglo XX, el astillero consiguió un contrato con la Compañía Arrendataria de Tabacos para la construcción de dos pequeños vapores llamados Frau y Rodríguez Beraza, que habían verificado sus pruebas en 1904. Según las crónicas de la época, se trataba de buques «gemelos, perfectamente gemelos, tanto que será difícil distinguir uno del otro. Del corte elegante y marinero que distingue a todas las construcciones que salen de esos acreditados astilleros, son dos bonitos buques que harán la merecida propaganda a la industria local». Al margen de estas dos embarcaciones, a comienzos de esta centuria Vda. e Hijos de José Barreras también hace entrega de diversos pesqueros por encargo de armadores gallegos, entre ellos se pueden citar el Alberta para Romualdo Villar Gómez y el Paco López (ex Cesáreo) para Segundo y Cesáreo Pita Almoina, por ejemplo.
En 1908 Esperanza Massó Ferrer abandona la empresa y se encargan de dirigirla sus hijos José, Federico, Julio y Fernando Barreras Massó, miembros de la tercera generación, quienes fundaron Hijos de J. Barreras, S.R.C. como empresa para la construcción y reparación de buques, así como la fabricación de calderas y máquinas de vapor.

### Década de 1910
La construcción de buques para Tabacalera y otros sardineros evolucionaron hacia el denominado «vapor tipo Vigo», modelo de éxito con esloras que oscilaban entre 12 y 20 metros y del que hasta 1918 se habían construido al menos 376 unidades, incluyendo otros pesqueros de distinto porte.

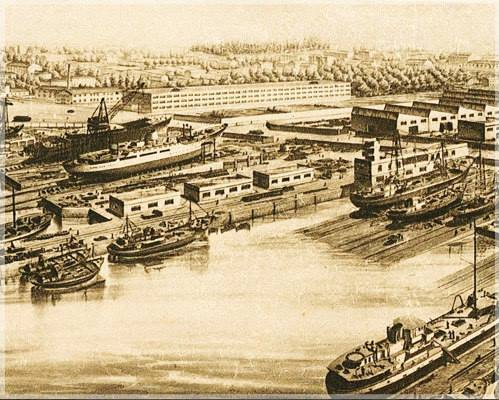
Instalaciones de Hijos de J. Barreras en el año 1903.

El proceso de construcción de estos pesqueros dedicados a la pesca de la sardina con arte de cerco se organizaba en torno a una primitiva cadena de montaje, que utilizaba tres gradas al mismo tiempo, de modo que con un promedio de quince o veinte días salía un buque para su entrega. Cuando el modelo fue conocido en el mundo de la pesca llegaron los contratos de los armadores españoles e incluso de otros países, caso de Reino Unido y Francia, que durante la Primera Guerra Mundial encargaron veinte unidades de una versión adaptada para guardapescas o dragaminas utilizados en los litorales de ambas naciones, e incluso en el estrecho de los Dardanelos, en las costas de Turquía.
Con el aumento de la capacidad productiva la pequeña factoría de El Arenal comienza a quedar pequeña. En 1919 los talleres y el astillero se trasladan a unas nuevas instalaciones en Coya que disponían de una grada para buques de hasta 500 toneladas, ocupando un gran solar, entre las calles Estación y Ramón Soler, desde la Avenida de Beiramar hasta la calle Tomás Alonso.

### Década de 1920
Entre 1920 y 1921 construyó los vapores de madera Venus y Minerva encargados por la Compañía Viguesa de Navegación, de 300 toneladas cada uno y el velero Gelmírez, de 200 toneladas.
En 1927 el astillero construyó su primer buque de casco de acero, nombrado Aragón y destinado a la pesca en el Gran Sol. La plantilla había alcanzado entonces setecientos empleados, lo que nos aproxima a la importancia de la actividad fabril en curso. En 1928 la empresa se convirtió en Hijos de J. Barreras, S.A. y entonces comenzó la etapa contemporánea del que fue el más importante astillero de la Ría de Vigo.
Durante el primer tercio del siglo XX Vigo creció por los cuatro costados, en lo económico, urbanístico y social, con el trabajo de una masa de trabajadores patroneados por la burguesía local que se había involucrado en el desarrollo industrial de la región. La cuarta generación Barreras, los hermanos Barreras Massó, abanderó proyectos como la Liga Marítima de Vigo, el Lloyd Gallego, la Asociación General de Industrias Pesqueras y la revista Industrias Pesqueras, entre otras.
Al final de la década de los años veinte la construcción naval entró en crisis, que pudo superar cuando los hermanos Barreras decidieron la reconversión de la empresa en sociedad anónima, reduciendo el capital social a cinco millones de pesetas, la mitad de lo que hasta entonces figuraba en los libros de contabilidad.

### Década de 1930
En esta estructura la empresa se mantuvo hasta 1932, cuando se incrementó la demanda de pesqueros debido al establecimiento de una base de operaciones en Algeciras propiedad de la familia Barreras. En el citado año, comenzó la fabricación de motores diésel bajo licencia de la firma holandesa Werkspoor y también la serie de pesqueros del modelo Standard 29, bacaladeros de hasta 60 metros de eslora que faenaban en los caladeros de Terranova. La cuarta generación de la familia Barreras Massó amplió sus negocios con la participación en empresas armadoras, consignatarias –caso de Gaspar Barreras Massó–, fábricas de conservas, litografiado para envases La Metalúrgica, extracción minera y saltos de agua en Turquía, Grecia y Serbia.

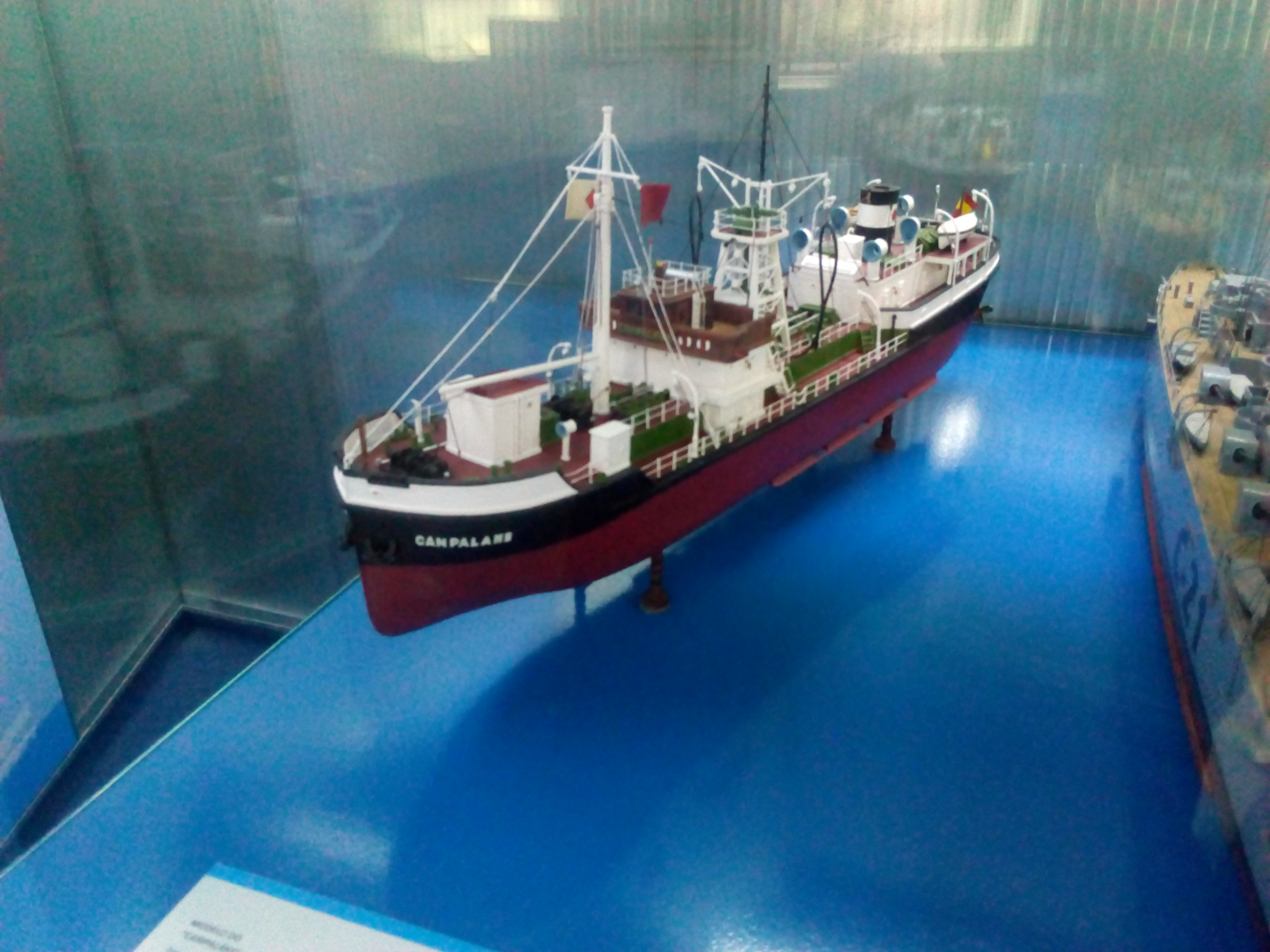
Maqueta del Campaláns.

En esta etapa, la construcción más destacada fue la del petrolero Campaláns, construido por encargo de CAMPSA y entregado en agosto de 1934. Al margen del mencionado buque, de sus gradas también saldrían durante esos años dos guardapescas para la Armada y varios pesqueros encargados por la familia Massó.
Al comienzo de la Guerra civil española las industrias fueron ocupadas y militarizadas por el bando sublevado para ser controladas por la Jefatura de Movilización Industrial, estamento con sede en Valladolid. En el caso de astillero Barreras gran parte de su actividad se destinó preferentemente a la fabricación de material bélico como bombas de avión, aunque sin dejar de lado la construcción de nuevos buques, como el aljibe Venancio, para Víctor Montenegro y el transbordador Palmenense para un armador portugués. Cuando acabó la contienda, en 1939 inició la construcción de los pesqueros de casco de acero de la patente suiza Maier.

### Década de 1940

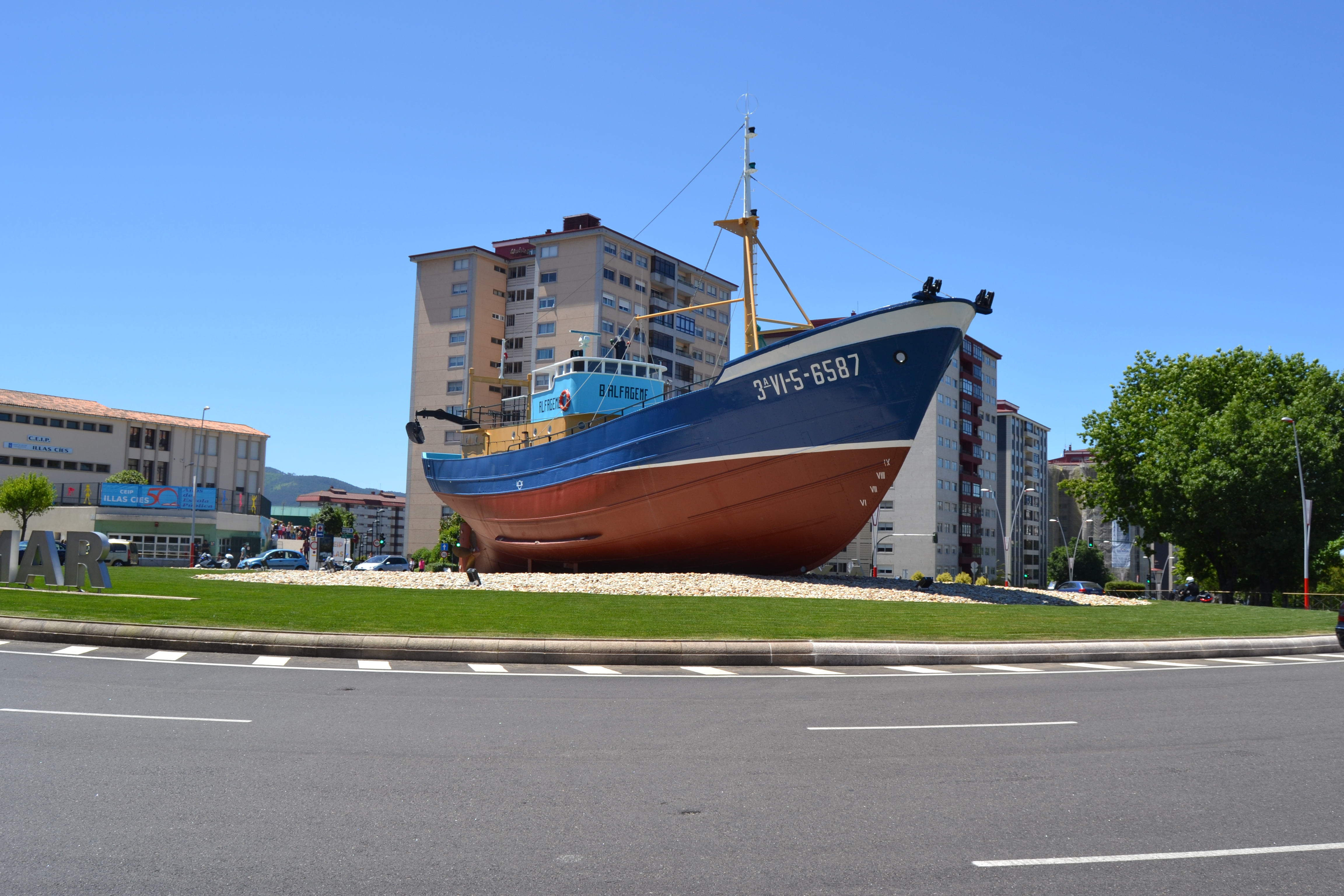
El Bernardo Alfageme en Coya.

En 1940 comenzó la primera serie de buques de 250 toneladas de desplazamiento –propulsados por motores Werkspoor de 330 CV de potencia, fabricados bajo licencia en el mismo astillero–, denominados «Standard-Barreras». Este modelo sería perfeccionado entre 1947 y 1950, cuando la pesca por parejas del bacalao en Terranova requirió de embarcaciones de un mayor radio de acción, lo que dio origen al modelo «Super-Standard». Entre ellos figura el buque Bernardo Alfageme, construido en 1944, que se conserva como monumento estático en la ciudad de Vigo. En tanto, en octubre de 1946 se hizo entrega del costero Virgen de Lluch.

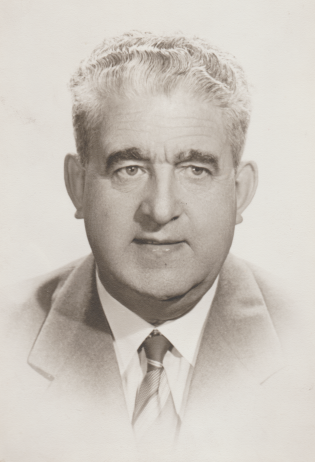
Fernando de Miguel Rodríguez, director comercial del astillero desde 1947 hasta su fallecimiento en 1955.

A finales de este decenio llegó el contrato más importante en esta época de la historia del astillero gallego. Los días 4 de febrero y 15 de noviembre de 1949, la Empresa Nacional Elcano de la Marina Mercante española firmó los contratos para la construcción de dos buques del tipo L del Plan de Nuevas Construcciones. Ambos formaban parte de la tercera fase de dicho plan y en origen estaban destinados a los servicios intercoloniales de Guinea española; posteriormente el proyecto sería modificado para su conversión en buques mixtos y ENE intentó, y finalmente consiguió, venderlos a Compañía Trasmediterránea para su inclusión en las líneas de soberanía nacional. Las negociaciones no estarían exentas de dificultades y tensiones, lo que motivó la intervención directa del Consejo de Ministros, que finalmente impuso la venta de ambos buques.

### Década de 1950
En consonancia con las dificultades que entonces existían en la industria naval española, la construcción de ambos buques se retrasó considerablemente en el tiempo. En septiembre de 1952 se procedió a la puesta de quilla y el 30 de mayo de 1953 se celebró la botadura del primero, bautizado con el nombre de Ciudad de Huesca. Un año después, el 31 de mayo de 1954, se procedió a la botadura del segundo, llamado Ciudad de Teruel. Las entregas oficiales se producirían los días 30 de junio de 1954 y 29 de marzo de 1955, respectivamente.

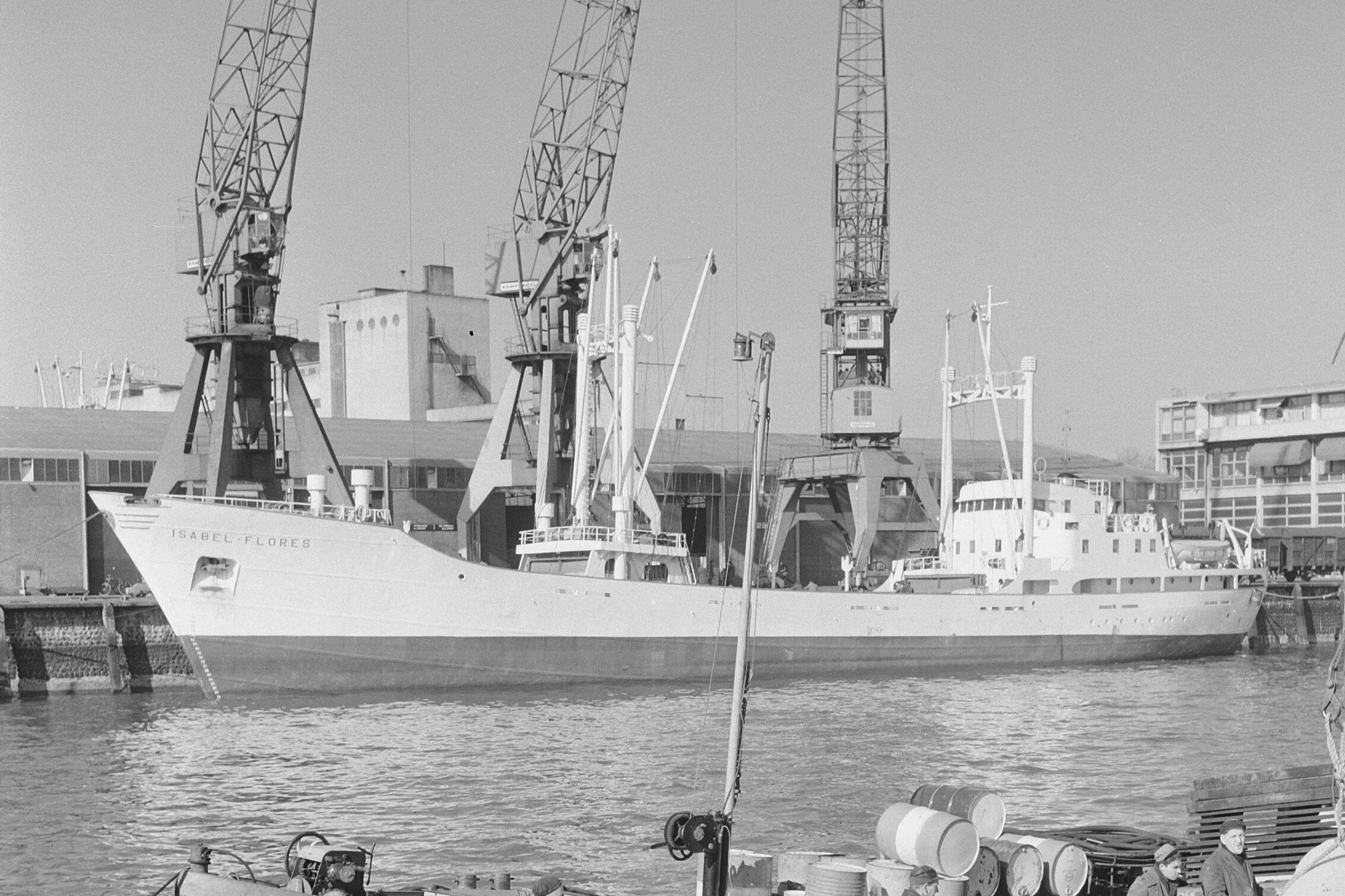
El carguero Isabel Flores, puerto de Rotterdam, 1964.

En 1959 se entregan los cargueros Puerto de Huelva encargado por Naviera Odiel y el Isabel Flores para el armador Manuel Rocafort. En ese mismo año un incendio causó graves daños en el astillero Hijos de J. Barreras, afectó principalmente al edificio de oficinas y entre las pérdidas se encontraba el archivo documental y fotográfico. Las labores de reconstrucción del inmueble afectado realizadas según proyecto del prestigioso arquitecto vigués Antón Román Conde se prolongaron durante un año. Recientemente se han realizado labores de restauración de la documentación técnica destruida en este incidente que han permitido la recuperación de gran parte de los archivos.
Es reseñable indicar que esta década fue muy prolífica para el astillero, ya que creció hasta convertirse en la quinta empresa manufacturera de Galicia, solo por detrás del también astillero Astano, la fábrica de jabones La Toja, la conservera Massó y la fábrica de cerámica Manuel Álvarez e Hijos.

### Década de 1960
La construcción de buques pesqueros alcanzó su punto culminante en la década de los sesenta, etapa en la que el astillero llegó a tener una plantilla de 1 800 trabajadores. En 1963, la sociedad alicantina Lloret y Llinares encargó la construcción del primer buque factoría de arrastre por popa y Pescanova en 1969 los buques Miño y Sil, que fueron entonces los mayores de su clase construidos en la Ría de Vigo, con un desplazamiento de 6 420 toneladas y motores de 4 000 CV de potencia. Otros ramperos destacados de este periodo fueron el Mar de Labrador para Motopesqueros de Altura Reunidos (M.A.R.), buque amadrinado en 1964 por Carmen Martínez-Bordiú, nieta del Jefe del Estado, en presencia del Ministro de Marina de la época, Pedro Nieto Antúnez. De ese mismo año también datan el Leiza y el Mar de Hielo, para Pesquera Vasco-Astur S.L. y los hermanos Salvador, Antonio y José Borras, respectivamente. Estas tres unidades diseñadas para faenar en caladeros de Sudáfrica eran especialmente rápidos, llegando a alcanzar velocidades de hasta 18 nudos, por lo que fueron apodados los «galgos de Barreras».

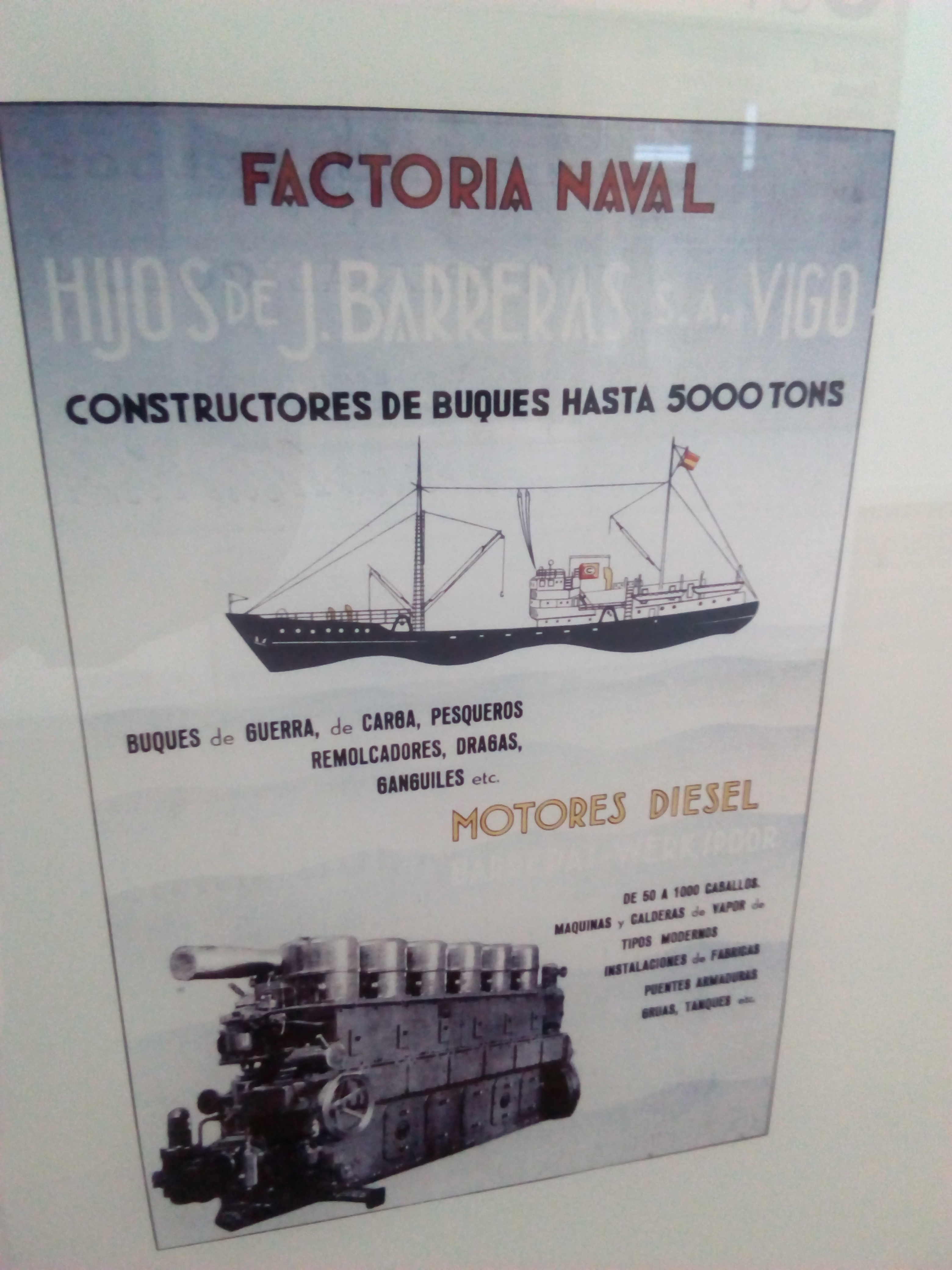
Antiguo cartel publicitario de Hijos de J. Barreras expuesto en el Museo del Mar de Galicia.

Estando inmersos en la construcción de los «galgos», la oficina técnica del astillero también trabaja en el diseño de una nueva clase de ramperos conocidos como serie 40 de H.J. Barreras, partiendo del proyecto del Juan de Urbieta entregado por Barreras en 1965. Estos nuevos arrastreros, de menor porte, estaban diseñados para faenar en caladeros más cercanos en mareas de menor duración de los que se entregaron ocho unidades, cinco de ellos a sociedades cooperativas de las Islas Canarias, adaptados a faenar en el banco pesquero canario-sahariano y en aguas africanas.
Para la ejecución de estos proyectos fue necesario ampliar las gradas y acometer otras obras que permitieron la construcción de buques de mayor tonelaje. De los nueve buques entregados en 1967, ocho fueron pesqueros y tres de ellos mayores de mil TRB y dos bacaladeros para PYSBE, de 999 TRB cada uno. Esta época corresponde a una gran expansión que se mantuvo hasta la crisis del sector en los años setenta.
Cuba fue otro cliente importante para la industria naval de Galicia y, especialmente, de Hijos de J. Barreras y Astilleros y Construcciones (ASCON). Pueden citarse los buques pesqueros Manjuarí, entregado en 1965; Camarón, en 1966 y especialmente la larga serie de más de 26 unidades de la clase Río Damuji, construidos en la década posterior, de los que Barreras realizó nueve buques. En barcos convencionales entregados durante este decenio figuran los buques Puerto y Puerto de Ayamonte, en junio de 1960, ambos para Naviera Odiel; y tres buques para Condeminas: Condecorado, octubre de 1967, Condestable, en 1968 y Condemar, en 1969. Otro contrato destacado fue el remolcador Tamarán, en 1964, para Cory Hermanos, de proyecto británico y uno de los mayores y más potentes de su época en la flota española, así como otros cuatro para Sertosa, entregados entre 1965 y 1966.
En 1966 tuvieron lugar las primeras elecciones sindicales de la empresa en las que resultó elegido Higinio Leirós, militante del PCE, lo que provocó recelos y desconfianza por parte del Sindicato Vertical. En años posteriores, el propio Leirós y otros trabajadores también militantes de movimientos de la izquierda antifranquista sufrieron diversas represalias en forma de detención o despido.

### Década de 1970
En 1970 Barreras firmó un contrato con la compañía norteamericana Penrod Drilling Co. para la construcción de una plataforma petrolífera semisumergible, que fue la primera construida en España; fue entregada en noviembre de 1973 y recibió el nombre de Penrod 70. Otra compañía norteamericana, Offshore International, encargó la construcción de la plataforma petrolífera Afortunada, que fue botada en 1979 y entró en servicio en 1981, siendo de advertir que durante los trabajos de ambas estructuras se interrumpió la actividad naval de otros buques, de modo que entre 1974 y 1975 no hubo entregas. Lo que se reveló como un grave error, pues los contratos de las dos plataformas se hicieron a un precio bajo, lo cual, unido a la cancelación de los contratos de dos mercantes frigoríficos encargados por United Fruit, un arrastrero congelador para Egipto y otros dos para Cuba, causaron el colapso financiero de Barreras.

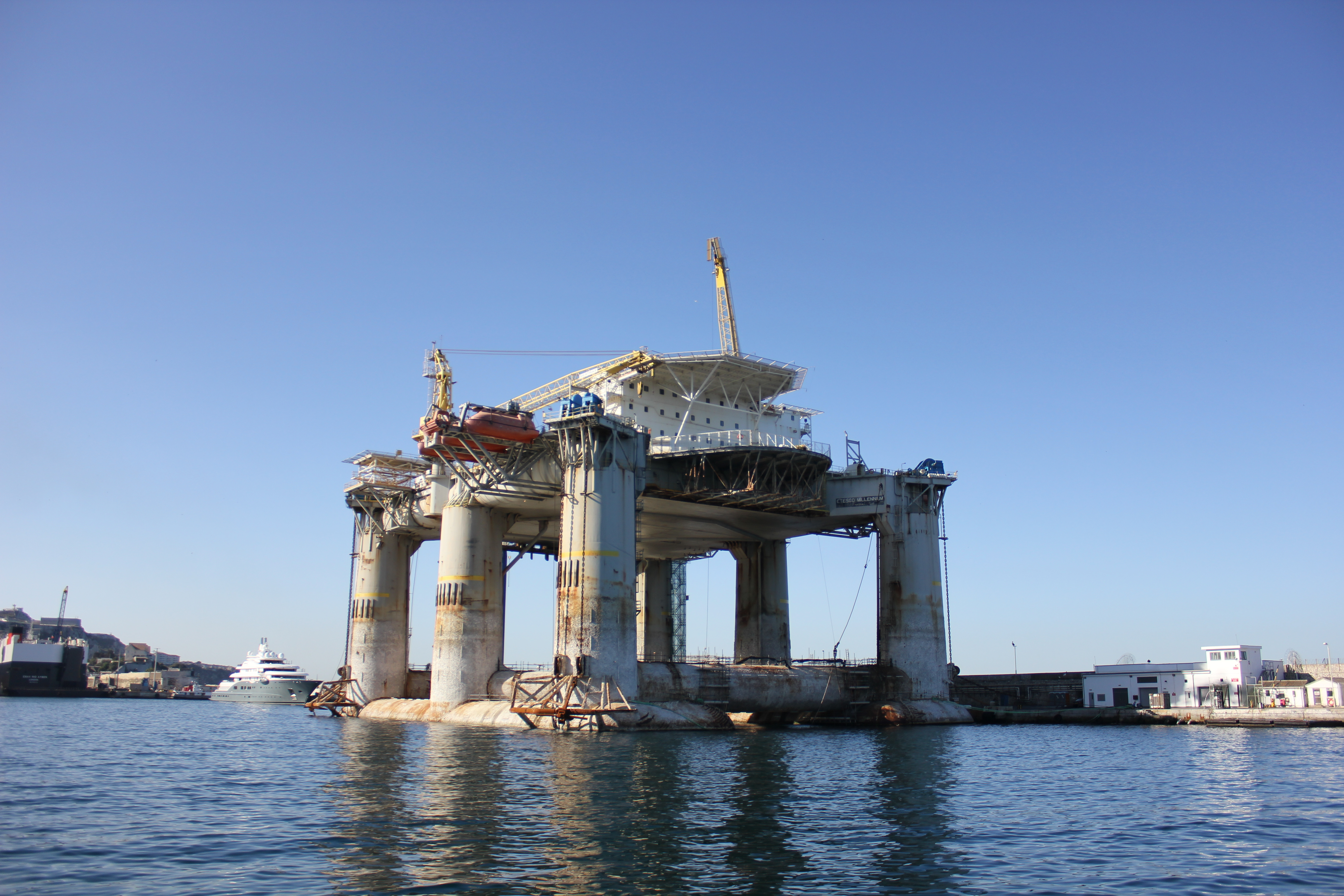
Plataforma Penrod 75, de diseño idéntico a la Penrod 70.

En noviembre de 1976, Carlos Pérez de Bricio (ministro de industria) junto con Joaquín García Picher (alcalde de Vigo), participaron en las instalaciones del astillero en una tensa asamblea con los trabajadores -liderados por el dirigente sindical Ángel González conocido como «El Chupao»- en la que se reclamó a las autoridades una solución a la crítica situación financiera de la factoría naval. Finalizando ese mismo año el Instituto Nacional de Industria decide intervenir el astillero haciéndose cargo del mismo tras el pago de un precio simbólico de una peseta por acción, al mismo tiempo que la fábrica de cerámica Empresas Álvarez.

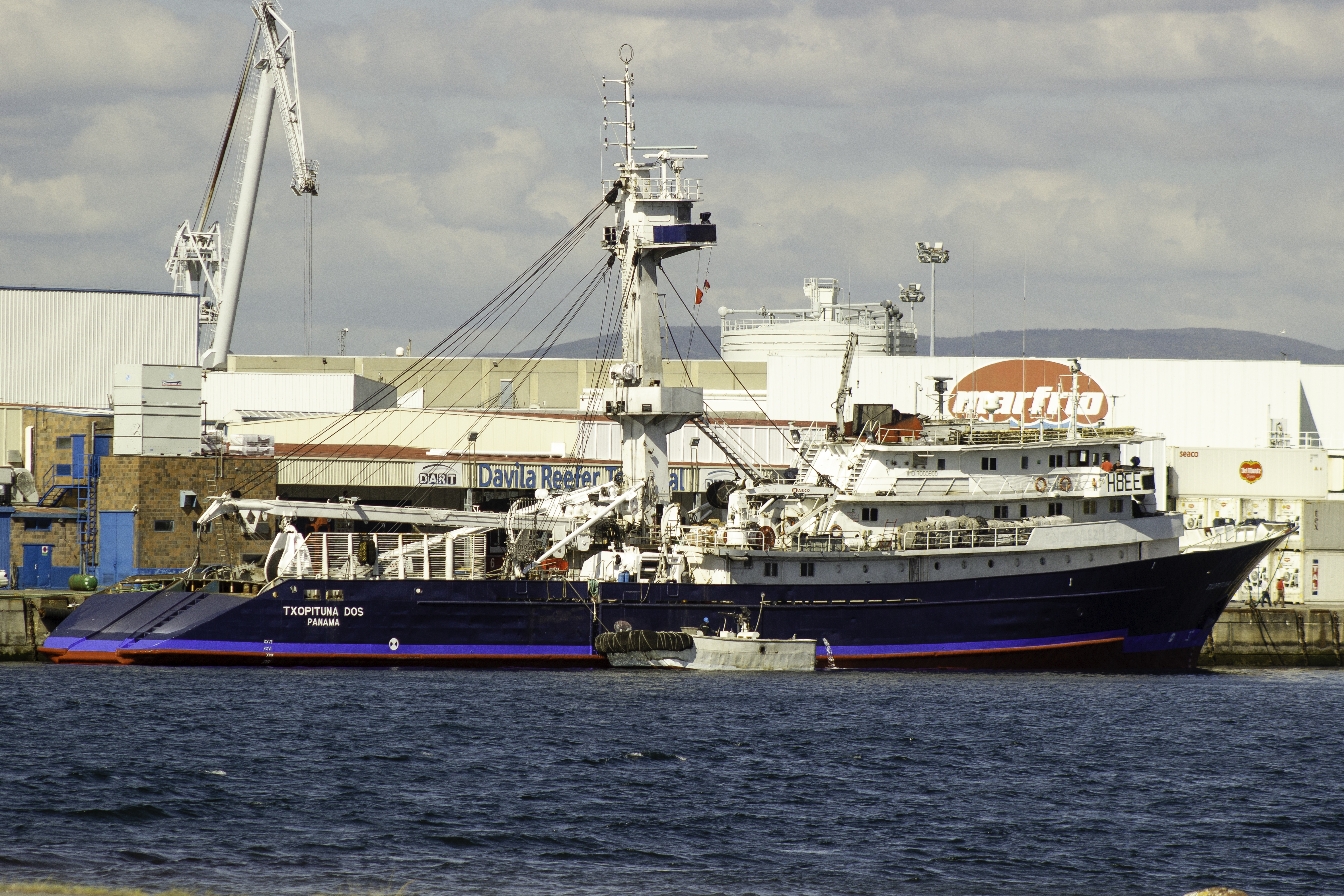
El atunero congelador Txopituna Dos (ex Maratun) atracado en el puerto de Marín.

Con el 51% del capital social en manos del INI, fue necesaria una reducción de capital social a cero para luego ampliarlo de nuevo a 425 millones de pesetas, con lo que el 99% de las acciones quedaron bajo control público. Pese a ello, la crisis de 1979, los retrasos en la financiación, la estructura de los costes y las mayores cargas financieras de los créditos y préstamos pendientes condujeron a Barreras a una situación de descapitalización y baja competitividad.
A pesar de esta situación y una vez superado el bache financiero de las dos plataformas petrolíferas, a finales de la década de los setenta se relanzó la actividad industrial con la construcción de cuatro buques multipropósito para García Miñaur llamados Alsixmar, entregado en noviembre de 1978; Alalma, Alyolex y Algarmi, enero, febrero y julio de 1979. Siguieron los buques Nuvamarina y Nuvamenchu, en octubre de 1979, para Nuvamar. Destacan, asimismo, cinco grandes buques atuneros para la compañía armadora Albacora, cuyo contrato fue firmado a finales de este decenio.

### Década de 1980
Iniciándose esta década se produce la reconversión industrial promovida por el gobierno socialista de Felipe González debido a la entrada de España en la Unión Europea, en la que la histórica atarazana viguesa Astilleros y Construcciones (ASCON) cerró sus puertas, mientras que Factorías Vulcano también estuvo a punto de cerrar. Estas políticas de reconversión y recortes no afectaron excesivamente a Hijos de J. Barreras, ya que en aquellos años era una empresa pública perteneciente al Instituto Nacional de Industria, aunque sí que disminuyó su capacidad de producción.

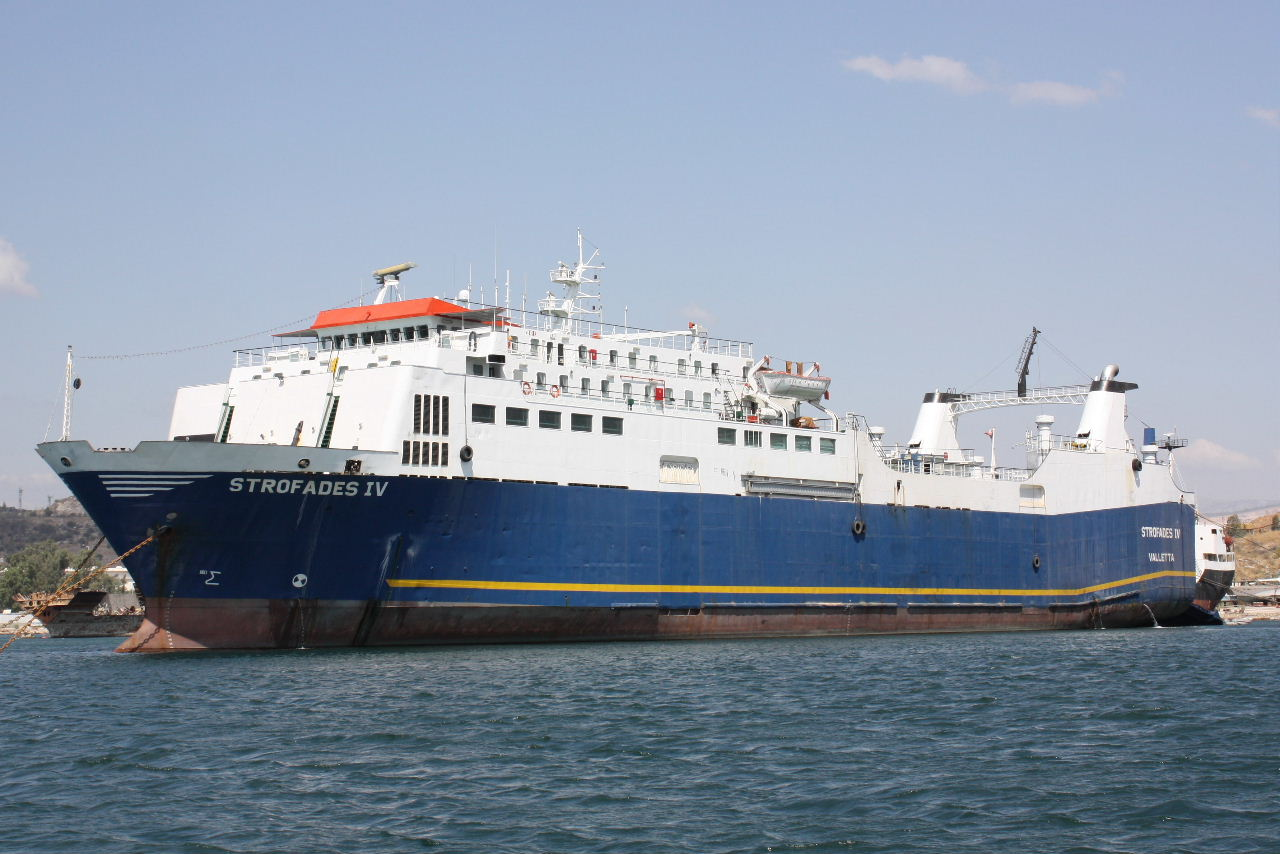
Ferri-crucero Strofades IV (ex Reina del Cantábrico).

Entre las construcciones destacadas a lo largo estos años, figuran los ferries Punta Europa y Bahía de Ceuta, en abril y diciembre de 1980, contratados por Isnasa; Jarama e Indianápolis, en marzo y septiembre de 1980, portacontenedores para Naviera Transcontinental y fletados desde su entrega a UECC; Gracia del Mar y Julia del Mar, en junio y agosto de 1981, tipo portacontenedores para Telde; Reina del Cantábrico y Reina del Atlántico, en noviembre de 1982 y julio de 1983, ferries para Compañía Naviera Astur Andaluza; Balsain y Vinuesa, en octubre y diciembre de 1983, cargueros para Compañía Oceánica Bret; Galicia, en diciembre de 1984 y Liria, en febrero de 1985, para Naviera de Occidente. Además, figura un número importante de pesqueros.

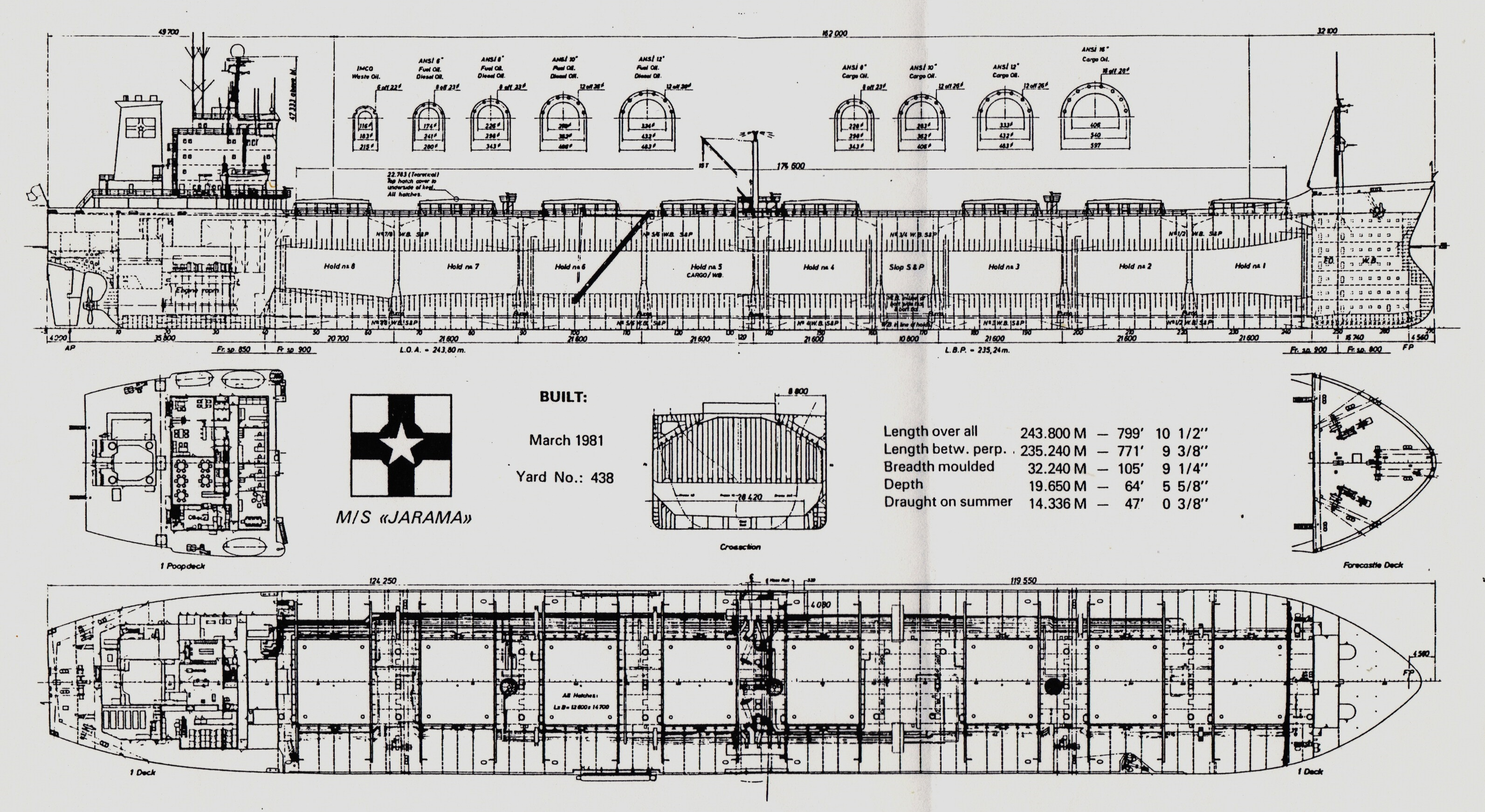
Plano de disposición general del portacontenedor Jarama.

En diciembre de 1987 el INI transfiere la fábrica de motores Deutz -filial de Hijos de J. Barreras ubicada en el municipio de Porriño- a la multinacional alemana KHD en ventajosas condiciones. La nueva sociedad contaba con un capital de 1 000 millones de pesetas, del que el 78% estaba controlado por la empresa germana y el restante por Sodiga, quien en un plazo de cuatro transfirió su cuota a sus socios alemanes. Las inversiones aportadas a este proyecto fueron de 2 600 millones de pesetas, principalmente fondos públicos, subvenciones y créditos, frente a la aportación de la tecnología alemana. Su inauguración se produjo en abril de 1988 en un acto presidido por Fernando González Laxe, de aquellas presidente de la Junta de Galicia. Finalmente esta operación resultó un fiasco empresarial, ya que apenas tres años después KHD decide suspender la producción de motores dejando en la calle a los 201 operarios que formaban parte de la plantilla. Para justificar el cierre de la planta ante la opinión pública gallega, KHD contrató a una agencia publicitaria especializada en la comunicación de crisis financieras quienes argumentaron que la reciente reunificación de Alemania requería repatriar empleo para los alemanes procedentes de la República Democrática Alemana.

### Década de 1990

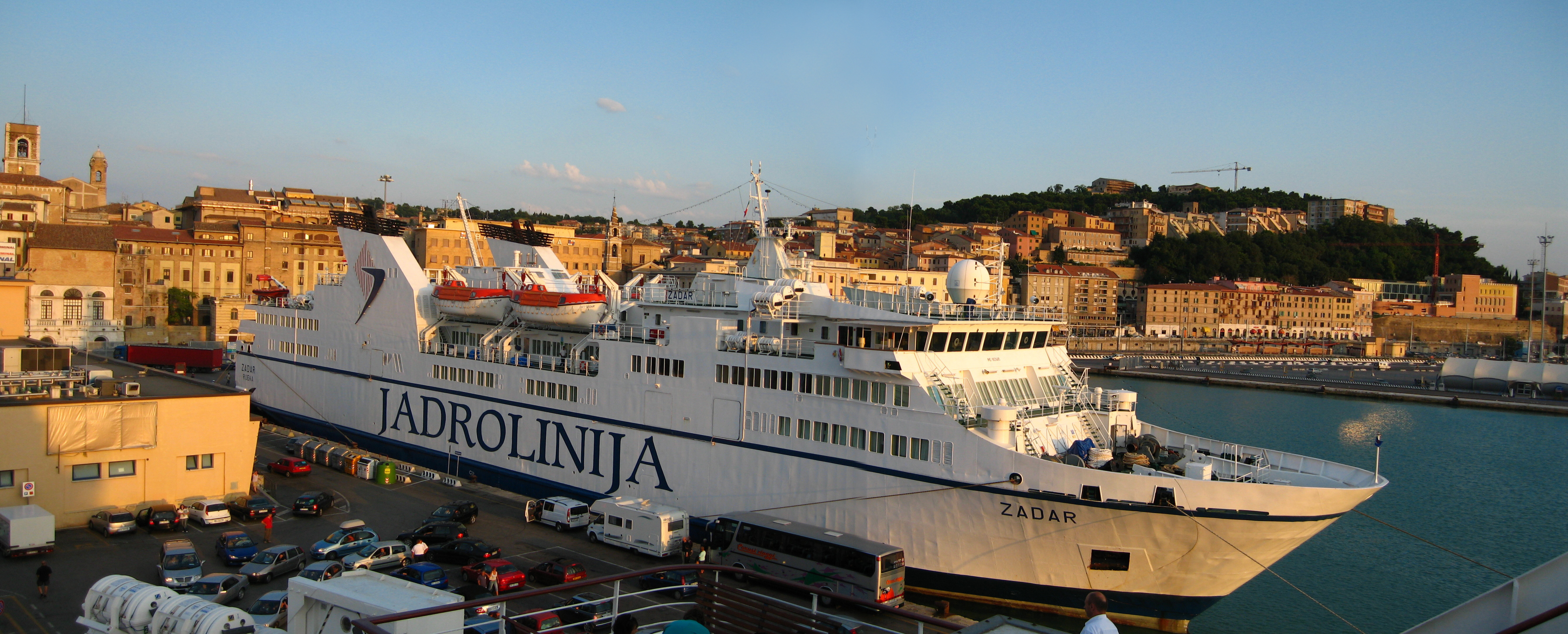
Ferri-crucero Zadar (ex Ibn Battouta 2) construido a comienzos del decenio de 1990 para un armador marroquí.

El 22 de junio de 1990 el astillero logró uno de los mayores éxitos de su historia con la construcción y botadura del buque Albacora, este buque con sus 105 metros de eslora, 16,80 metros de manga e incluso contaba con un helipuerto fue en su momento «el mayor atunero de cerco del mundo»,

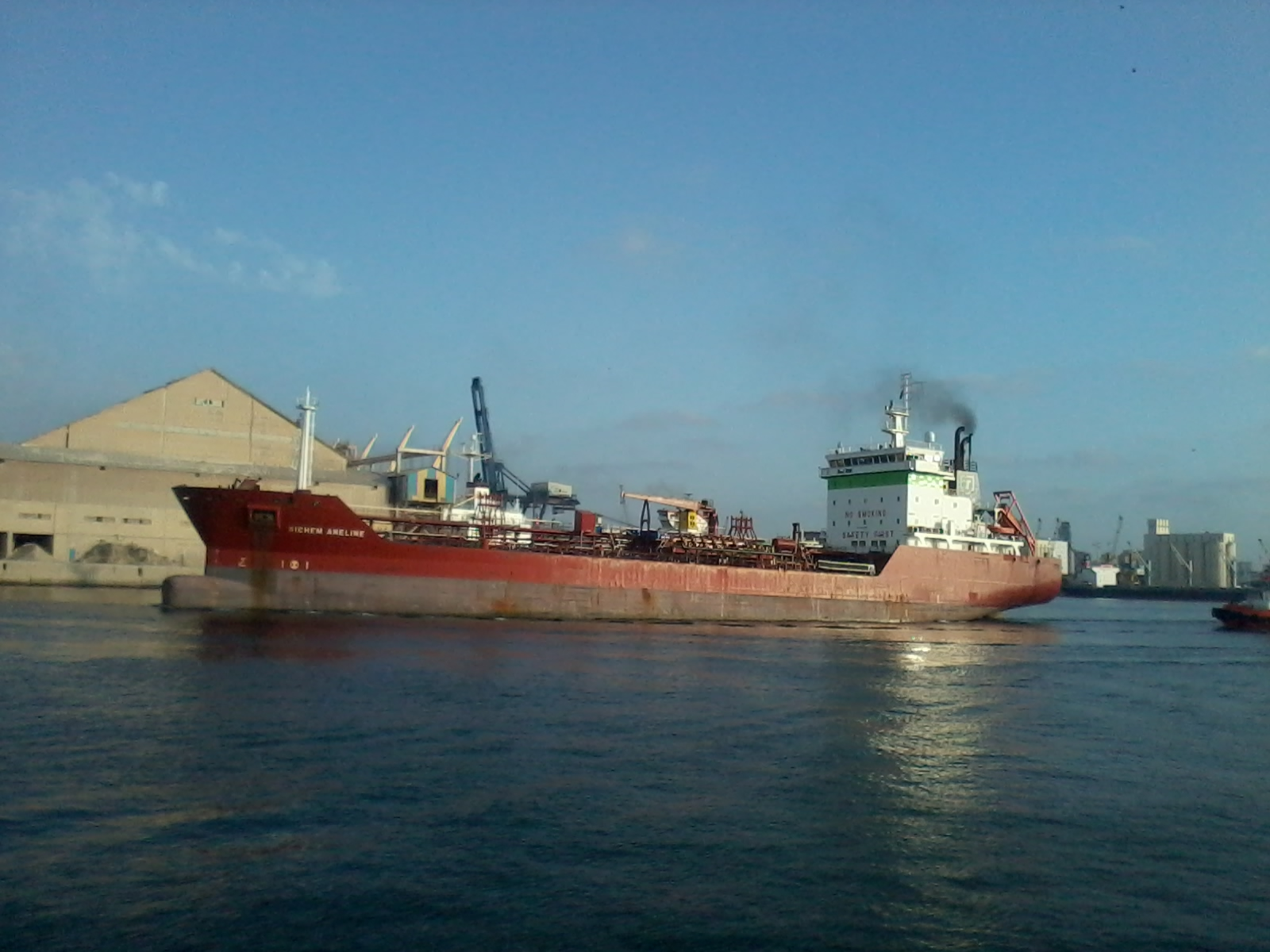
Petrolero Sichem Aneline (ex Alexander) en el Puerto de Casablanca.

Casi 20 años después desde su intervención estatal por parte del Instituto Nacional de Industria, Hijos de J. Barreras fue privatizado el 9 de junio del año 1998 y adquirido a la Sociedad Estatal de Participaciones Industriales (SEPI) por parte del grupo empresarial formado por Naviera Odiel (50%), el equipo directivo de la época (30%), Albacora (10%) y el empresario del sector naval José García Costas (10%), aunque su adjudicación por el Consejo de Ministros fue aprobada ya a finales del año 1997. Como singularidad, se convirtió en una las primeras compañías públicas que liquidó el Estado en su largo proceso de privatizaciones y, desde luego, el primer astillero. La operación de 750 millones de pesetas fue avalada por Caixanova, quien además financió con 450 millones de pesetas la ampliación de capital de la empresa.
Una vez se formalizó el proceso de privatización el nuevo consejo de administración apuesta por la construcción de buques de mayor tonelaje y eslora.

### Década de 2000

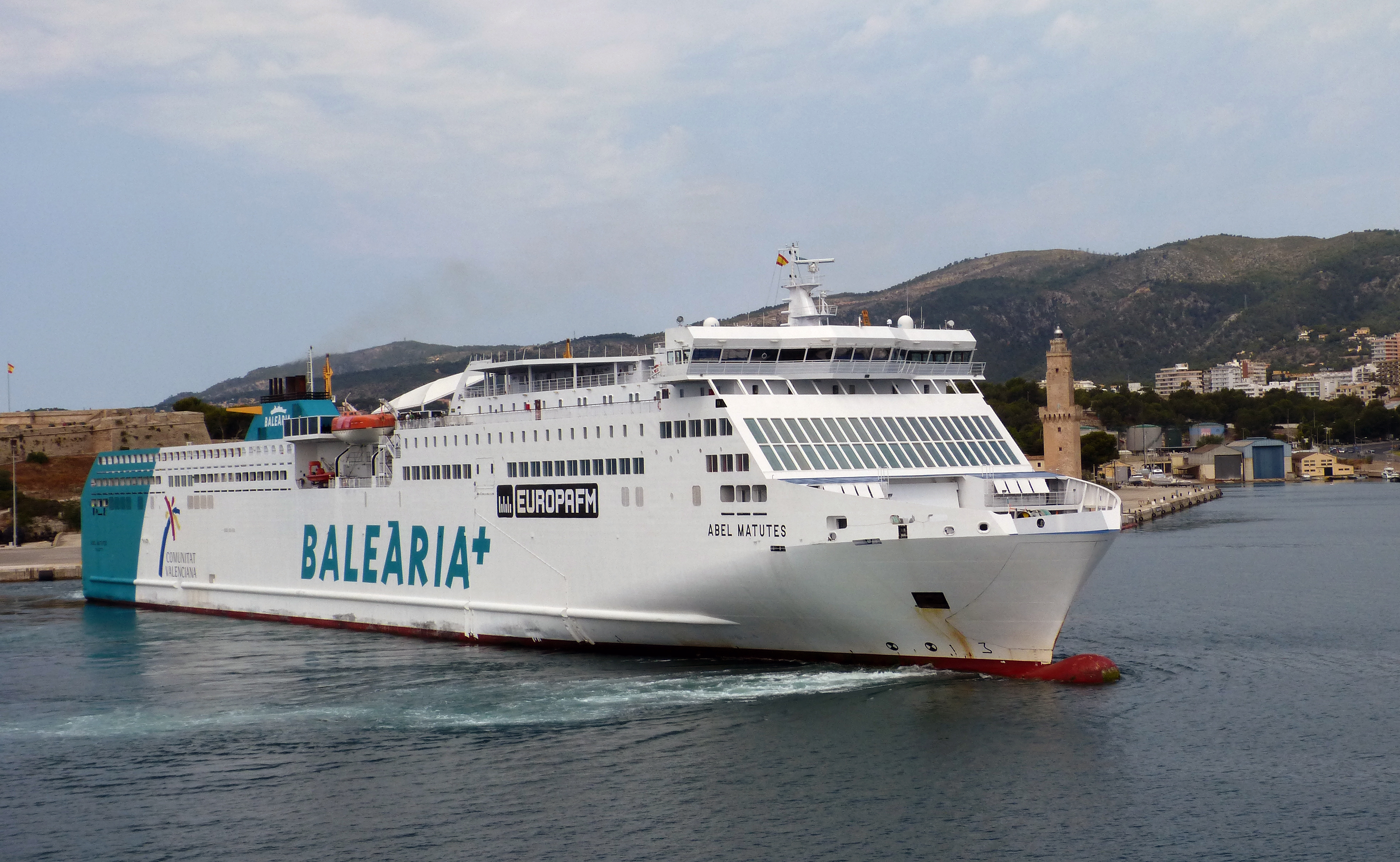
El Abel Matutes en el puerto de Palma de Mallorca.

Los últimos años del siglo XX y los primeros del siglo XXI fueron muy prolíficos para el astillero, pues de sus gradas saldrían buques de alto valor tecnológico para armadores de Francia, Grecia, Noruega, Nueva Zelanda y Reino Unido, así como para armadores españoles, de modo que se posicionó como el primer astillero privado de España, por delante del también vigués Factorías Vulcano. Consiguiendo triplicar su cifra de negocio en solo diez años desde su privatización, pasando de unos 17 000 millones de las antiguas pesetas a unos 240 millones de euros en el 2007.
En el año 2009 se produce uno de los mayores hitos de la historia del astillero, ya que tiene lugar la botadura del ferri-crucero Abel Matutes, encargado por la naviera dianense Baleària, que con sus 193 metros de eslora es el mayor buque construido en la historia naval de la Ría de Vigo hasta la fecha.

### Década de 2010
En 2011 y debido a una deficiente gestión económica el astillero se vio abocado a presentar voluntariamente un concurso de acreedores, lo que provocó la renuncia del entonces presidente, José Francisco González Viñas. Finalmente en julio del año siguiente la centenaria factoría consiguió superar el concurso por medio de una ampliación de capital y de un plan de pagos con las empresas auxiliares acreedoras.

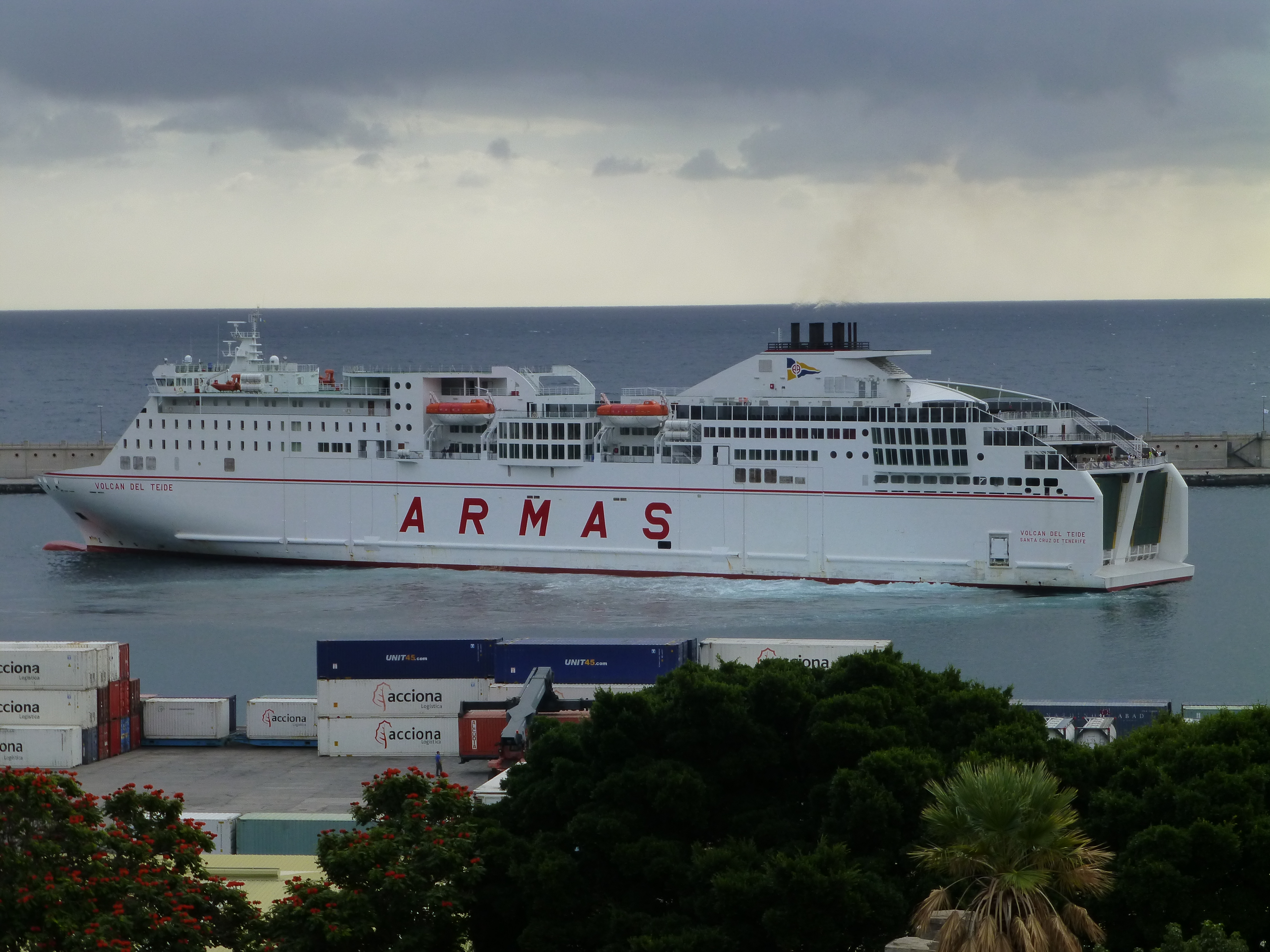
El Volcán del Teide fue el penúltimo ferri construido por Barreras para Naviera Armas.

Un año después, en 2013, se hace oficial que la petrolera Pemex de México entraría a formar parte del accionariado de la empresa través de su compañía subsidiaria PMI Holdings B.V., formalizándose su entrada en el consejo de administración como máximo accionista en diciembre de ese mismo año. Inicialmente los planes de Pemex pasaban por encargar parte de la renovación de su flota y de otras compañías al astillero, anunciándose en diciembre de 2013 –durante la toma de posesión de la petrolera como principal accionista– la construcción de tres buques tanque para Pemex Refinación, un atunero para Procesa de México y de un offshore para Diavaz de los Países Bajos. Otro de los planes anunciados fue la futura construcción en México de un astillero similar a Hijos de J. Barreras, finalmente estas inversiones fueron paralizadas debido a la bajada de los precios del petróleo en los meses posteriores, lo que provocó una crisis económica en la empresa azteca obligando a la cancelación de las inversiones anunciadas. Dentro de este periodo, en verano del año 2015, en sus instalaciones la firma auxiliar T. y M. Ganain construye para un armador noruego una torre eólica de 28 metros de altura destinada al montaje de equipos en parques eólicos offshore nombrada «Akofs». Siendo la primera ocasión que en el astillero se fabricaba una estructura relacionada con las energías renovables marinas.

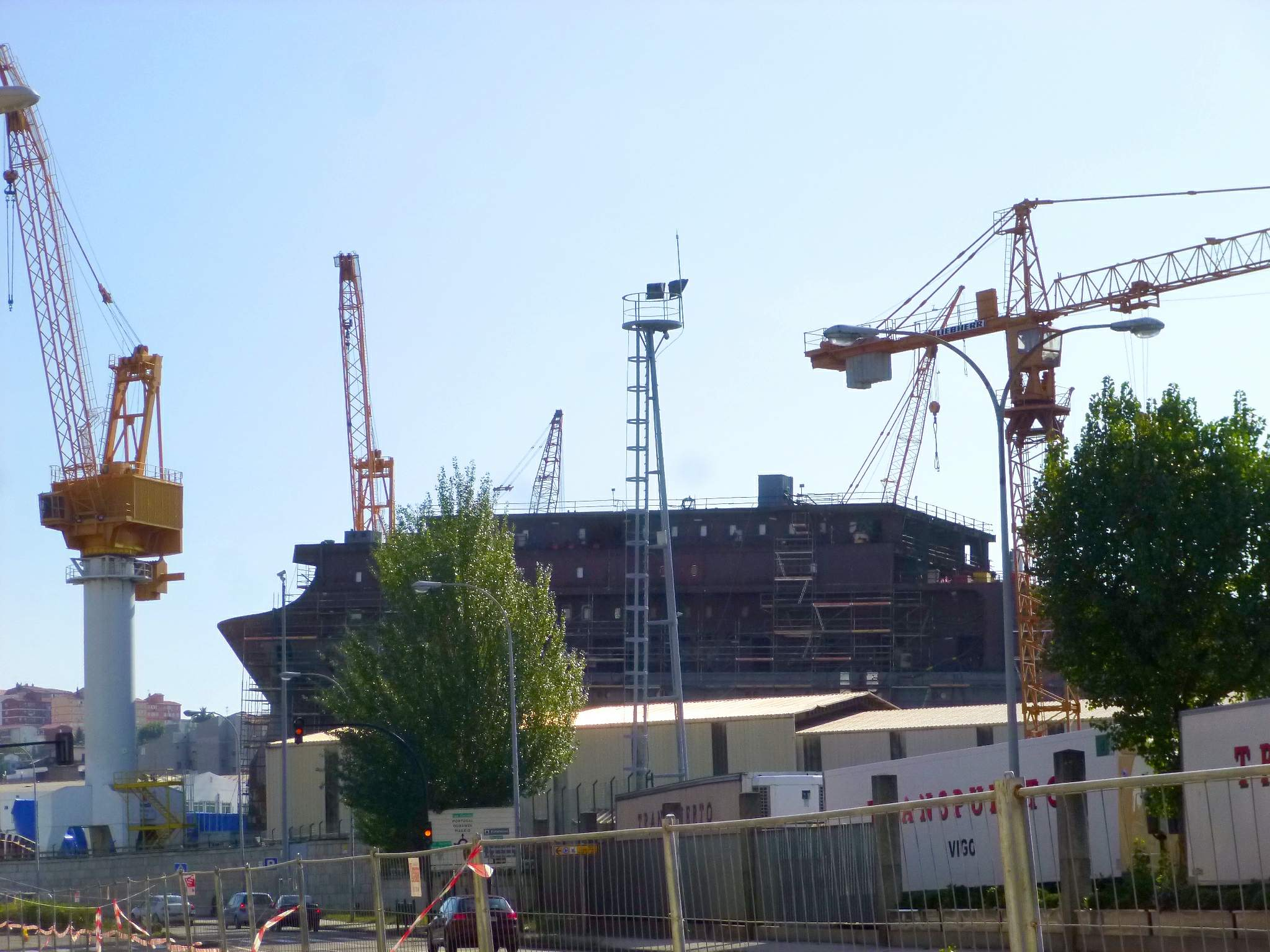
El flotel Reforma Pemex en construcción.

En junio de 2017 Barreras firma un contrato con la cadena hotelera Ritz-Carlton para la construcción de un crucero de lujo, siendo la primera ocasión que el astillero gallego construye un buque de estas características. Este pedido valorado inicialmente en 250 millones de euros y cuyo coste final superó los 400 debido a los numerosos cambios realizados por Ritz-Carlton durante su construcción, hacen que sea «la construcción civil más costosa en toda la historia del sector naval español hasta la fecha».

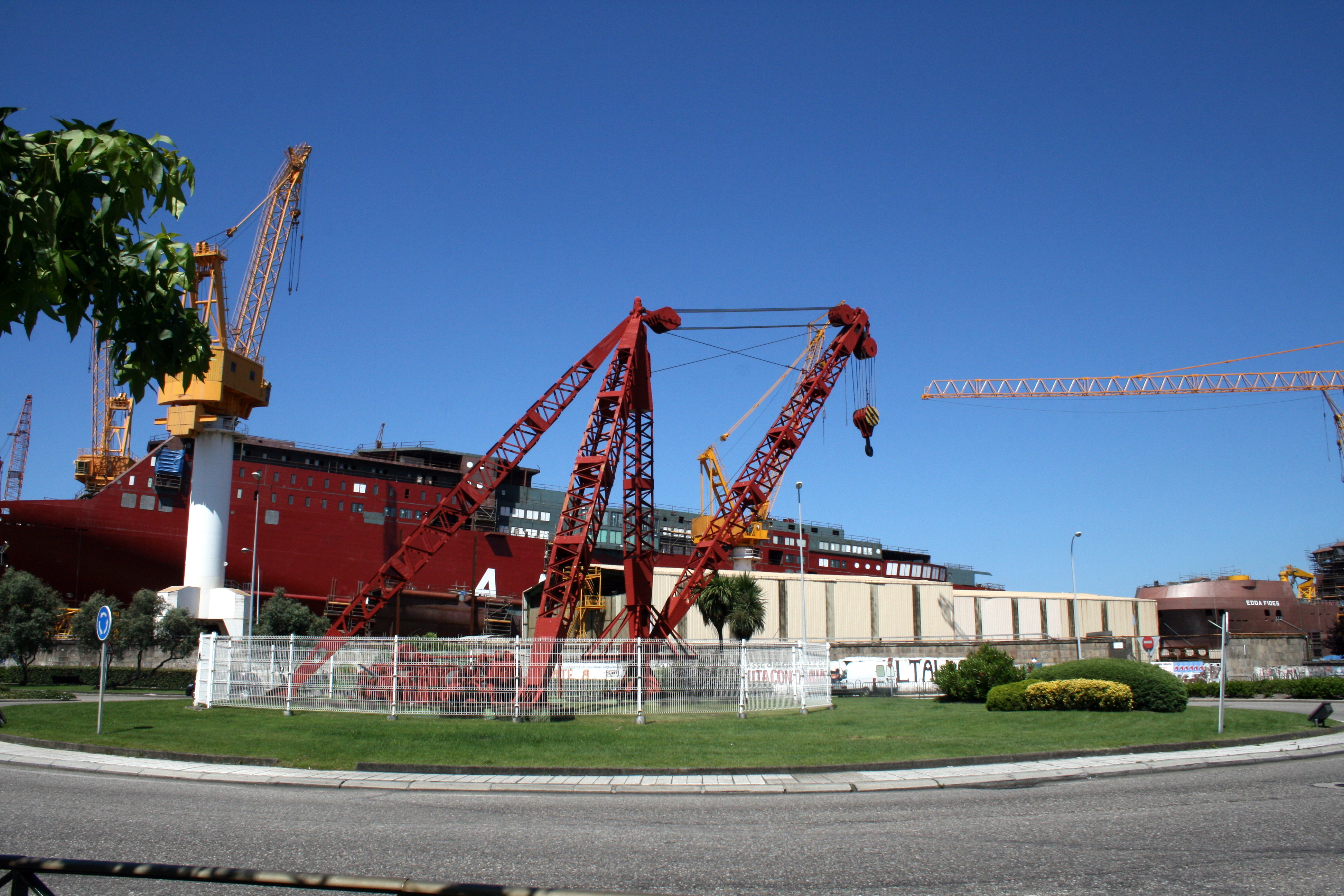
Ferri-crucero en construcción para Naviera Armas.

Los sobrecostes y retrasos en la construcción del crucero propiciaron, por petición de Ritz-Carlton, el cese de José García Costas como presidente y de otros dos miembros de su cúpula directiva durante el transcurso de una junta de accionistas celebrada en septiembre de 2019. El aumento de precio del buque bautizado como Evrima provocó que Hijos de J. Barreras debiese aproximadamente 50 millones de euros a las subcontratas que participaban en el proyecto. Además, en los últimos meses de José García Costas como presidente, también se produjo la paralización de los trabajos de construcción de dos minicruceros encargados por Havila Kystruten, así como también un supuesto desvío de 30 millones de euros adelantados por la naviera escandinava al crucero de Ritz-Carlton.
Para hacer frente a estos sobrecostes en contratos, retrasos y deudas con la industria auxiliar. El astillero solicitó en octubre de ese año el preconcurso de acreedores en el juzgado Mercantil número 3 de Pontevedra, con sede en Vigo. Este preconcurso tuvo como objetivo renegociar la deuda para así poder evitar una futura quiebra.

### Década de 2020
En febrero de 2020 luego de tres meses de negociaciones con las empresas auxiliares acreedoras agrupadas en la sociedad Uninaval y con diversas entidades bancarias, el astillero consigue superar el preconcurso de acreedores. Para lograr este acuerdo con las subcontratas, Ritz-Carlton asumió los sobrecostes de la construcción del Evrima, asimismo, PEMEX y Albacora cedieron temporalmente sus derechos políticos en el accionariado a Cruise Yacht Yardco Ltd (CYYL), sociedad creada por la filial naviera de la cadena hotelera. Durante ese mismo mes, Havila Kystruten anuncia la cancelación de los contratos de sus dos minicruceros, adjudicándolos a la atarazana turca Tersan Shipyard Yalova. En julio del mencionado año, la compañía naviera Cruise Yacht Yardco Ltd (CYYL) de Ritz-Carlton adquiere el 100% del accionariado de la factoría naval.

Petróleos Mexicanos (PEMEX) fue el máximo accionista del astillero entre los años 2013 y 2020.

A lo largo del mes de noviembre de 2020 el equipo directivo solicitó un préstamo de 30 millones de euros a la Sociedad Estatal de Participaciones Industriales (SEPI) de los fondos de solvencia destinados a empresas estratégicas para el tejido productivo nacional que vieron afectada su actividad por motivo de la pandemia de enfermedad por coronavirus. Finalmente la SEPI no concede este crédito alegando que la factoría gallega no había presentado ningún plan industrial para poder acceder a esos fondos, por lo que Cruise Yacht Yardco Ltd (CYYL) en verano de 2021 contrata los servicios de la consultora Kroll con el objetivo de buscar alternativas que garanticen la estabilidad y viabilidad del astillero. En el mes de diciembre de ese mismo año -en pleno proceso de reestructuración del astillero- la firma estatal transalpina Rete Ferroviaria Italiana adjudica por 74 millones de euros a la factoría española la construcción de un ferri tipo Ro-Ro de propulsión híbrida, sin embargo este anuncio causó cierta incredulidad en la industria naval local debido a la precaria situación económica en la que se encontraba la centenaria firma, finalmente este contrato no entró en vigor y la agencia estatal italiana volvió a sacar un nuevo concurso público para la construcción de este buque.

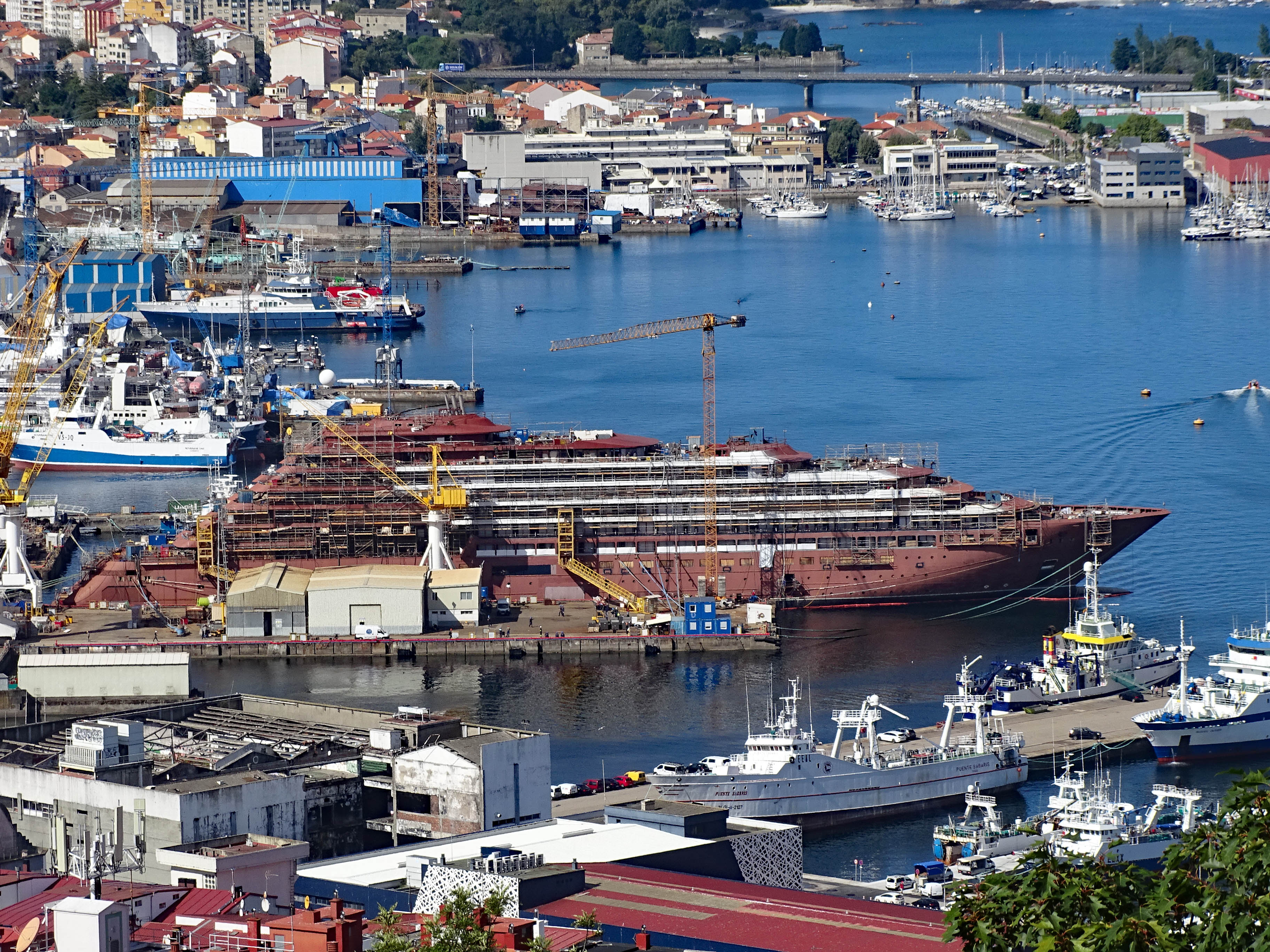
El crucero Evrima fue el último buque construido por Barreras en sus 130 años de historia.

El 13 de enero de 2022 Kroll presentó en el juzgado de lo Mercantil número 2 de Pontevedra, con sede en Vigo, la solicitud de declaración de concurso voluntario de acreedores. Paralelamente la consultora propuso al juzgado encargado del proceso el traspaso de la unidad productiva del astillero a alguna de las tres firmas interesadas en adquirir las instalaciones de Barreras -Astilleros Armon Vigo, Astilleros Gondán y Marina Meridional- a través de la modalidad denominada como «prepack concursal». Finalmente, en mayo la magistrada dio el visto bueno a la adquisición de la unidad productiva de Hijos de J. Barreras por parte de la filial viguesa de Astilleros Armon por un importe de 14,7 millones de euros y la subrogación de una veintena de trabajadores. Dos meses después, el juzgado encargado del proceso concursal emite un auto en el que se decreta la disolución de la empresa y abre su proceso de liquidación, al no poder hacer frente a una deuda con las subcontratas acreedoras de aproximadamente 104 millones de euros.
Durante el mes de agosto del citado año la dirección de los nuevos propietarios emitió la orden de «retirar toda la simbología que remitiera al pasado en las instalaciones de Beiramar», por lo que operarios de Armon  procedieron a la retirada de las emblemáticas letras «HJB» de las fachadas, ventanales, etcétera; así como también cientos de toneladas de chatarra del fallido proyecto para Havila Kystruten. Los planes iniciales del constructor naval asturiano una vez tomaron posesión de la unidad productiva del desaparecido Hijos de J. Barreras consistieron en la integración de las instalaciones dentro de su filial de Vigo y la reactivación de la actividad industrial en el propio año 2022, con la adjudicación de un oceanográfico para Islandia, un pesquero encargado por un armador argentino y la estructura de un nuevo oceanográfico para el IEO.
En lo que respecta a los elementos históricos retirados y archivos, el objetivo de Armon consistió en la musealización de la marca Barreras, con la creación de un museo dentro de sus instalaciones y la donación de otras piezas al Museo del Mar de Galicia.
En mayo de 2025 el juzgado de lo Mercantil número 3 de Pontevedra, con sede en Vigo, concluyó el procedimiento concursal del astillero Hijos de J. Barreras, tras completarse la fase de liquidación de la compañía. La resolución judicial implica el archivo del caso y el cese de las funciones de la administración concursal, marcando así el cierre definitivo del proceso iniciado tras la declaración de insolvencia de la histórica empresa naval.

## Productos

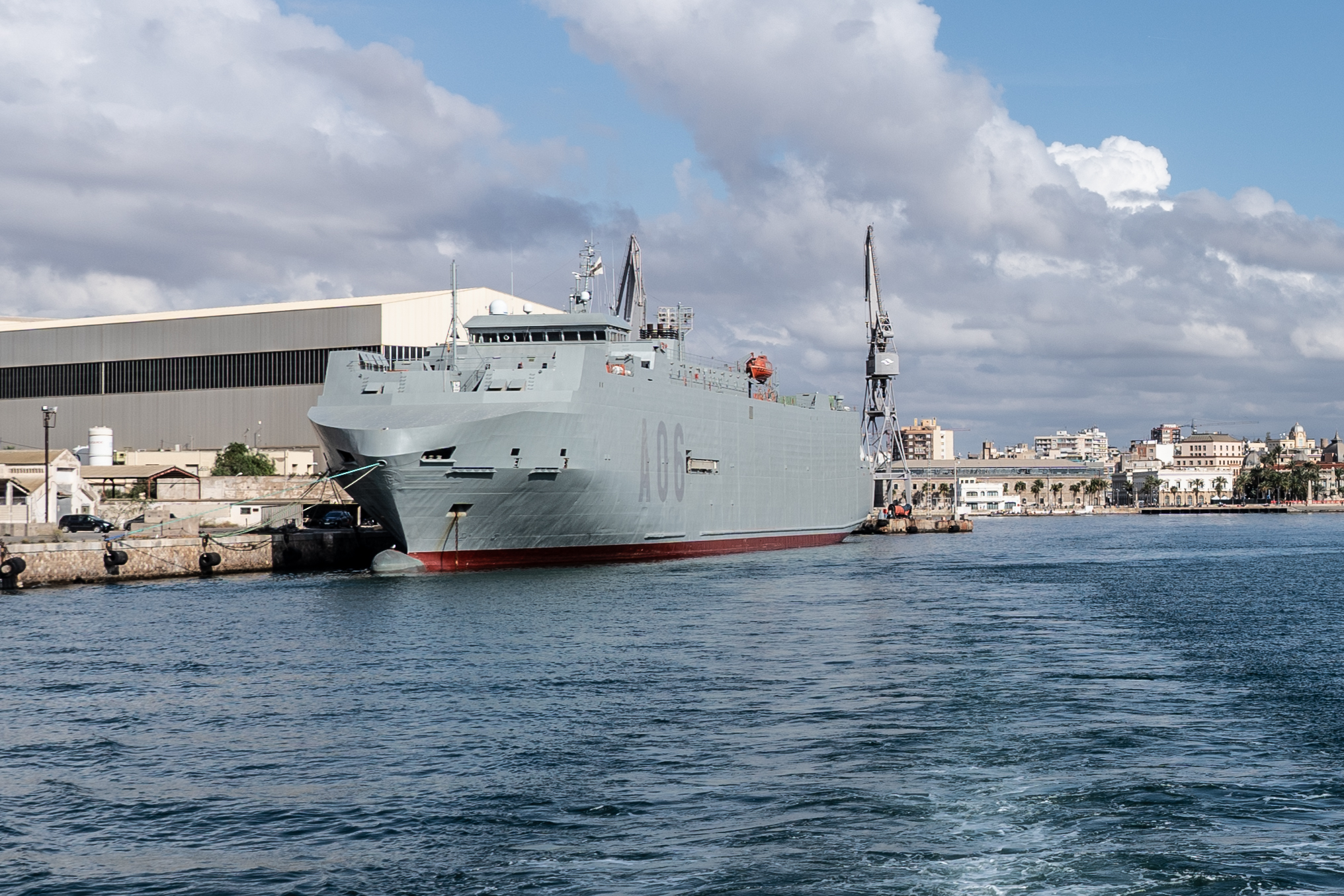
Ro-Ro Ysabel (A-06) (ex Galicia).

La principal actividad de Hijos de J. Barreras en sus tres últimas décadas de existencia era la construcción de buques de alto valor añadido de gran tonelaje en acero de hasta 200 metros de eslora.
En lo que respecta a su más de 1 600 nuevas construcciones la atarazana realizó mayoritariamente proyectos de buques pesqueros, como la práctica totalidad del resto de astilleros de la ría. También hizo entrega a armadores privados de otro tipo de embarcaciones y estructuras flotantes, como por ejemplo: cableros, cargueros, cruceros, ferris-crucero, floteles, mercantes frigoríficos, metaneros, multipropósitos, offshore (costa afuera), petroleros, plataformas petrolíferas, portacontenedores, remolcadores, rolones o sísmicos, entre otros.

### Ferris-crucero
La construcción de este tipo de buques destinados al transporte de pasajeros y vehículos era habitual en las gradas del astillero, principalmente en su última etapa. Entre sus clientes figuraban casas armadoras españolas como Baleària, Compañía Naviera Astur Andaluza, Empresa Nacional Elcano, Isnasa, Naviera Armas, Trasmediterránea y Transportes Marítimos de Alcudia -así como también de otras naciones- entre ellas Kiwirail de Nueva Zelanda, Lignes Maritimes du Detroit de Marruecos o Transmanche Ferries de Reino Unido, por ejemplo.

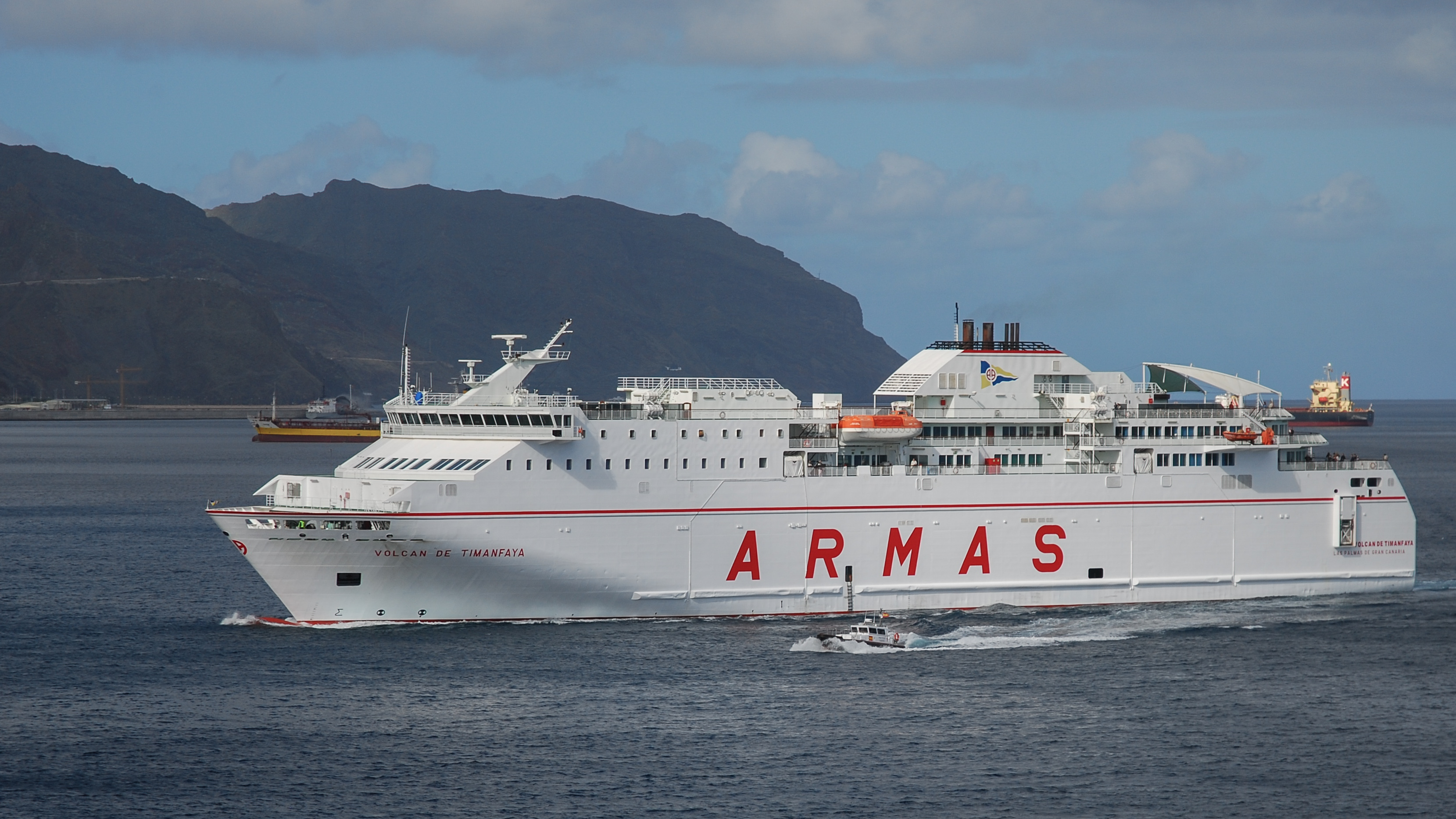
Ferri-crucero Volcán de Timanfaya en Santa Cruz de Tenerife.

Para estas navieras construyó alrededor de una treintena ferris-crucero o tranbordadores durante el periodo que abarca desde la década de 1950 hasta el primer decenio del siglo XXI, de los que pueden mencionarse los siguientes: Abel Matutes, Aratere, Bahama Mama (ex Alhucemas y ex Tanger Med), Bahía de Ceuta, Ciudad de Granada (ex Sorolla), Ciudad de Huesca, Ciudad de Ibiza (ex Atalaya de Alcudia), Ciudad de Teruel, Côte d'Albâtre, Fortuny, Martín i Soler, Passió per Formentera, Punta Europa, Reina del Atlántico, Seven Sisters, Sinaa (ex Volcán de Tejada), Strofades IV (ex Reina del Cantábrico), Volcán de Taburiente, Volcán de Tamadaba, Volcán de Tamasite, Volcán de Tauce, Volcán del Teide, Volcán de Timanfaya, Volcán de Tinamar, Volcán de Tindaya, Volcán de Tijarafe o Zadar.

### Mercantes

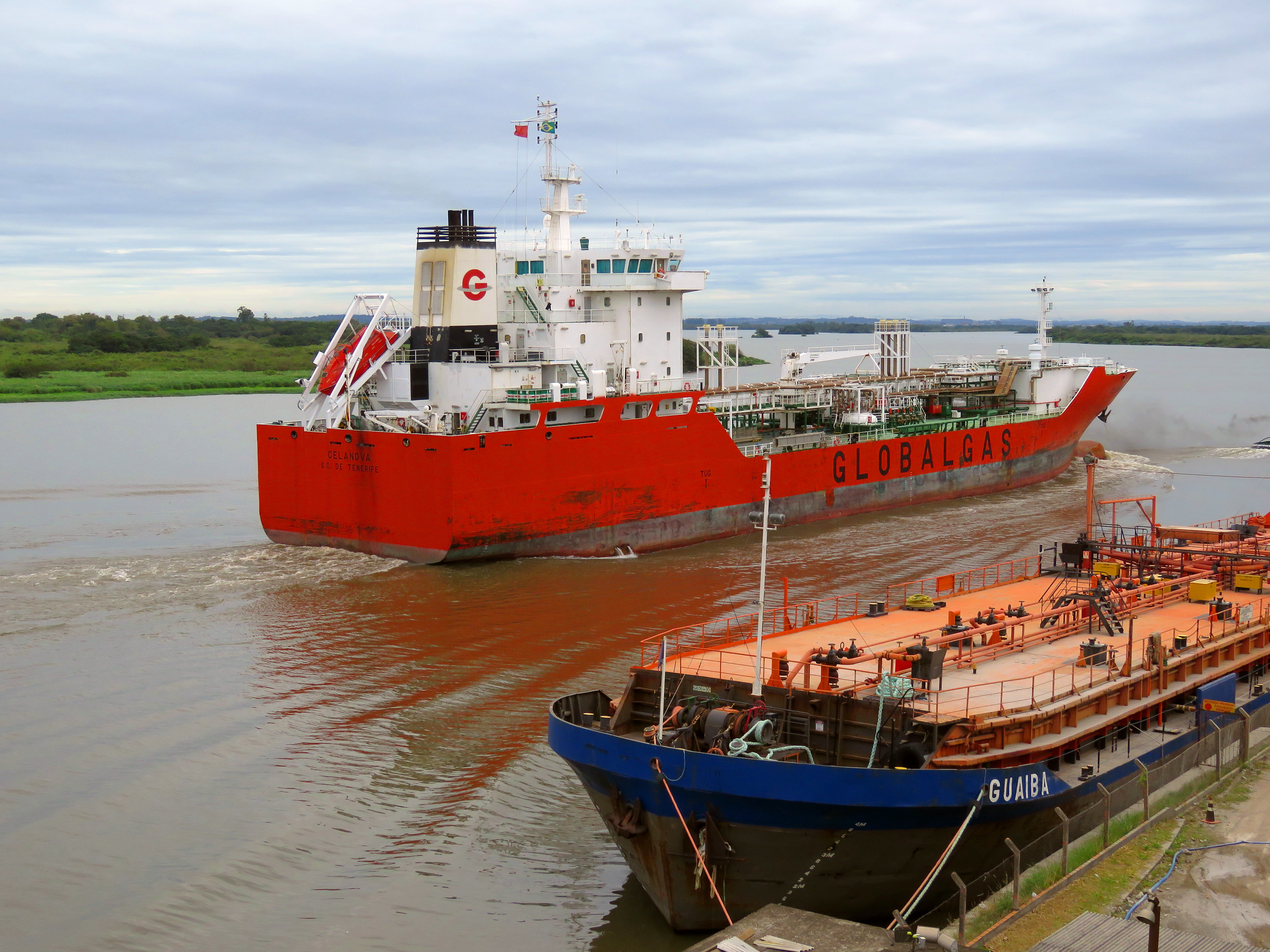
El metanero Celanova en Porto Alegre.

#### Cargueros
En cuanto a los buques destinados a la carga general, en 1956 se entrega al armador Joaquín Dávila Román el Tirán, y tres años después el Isabel Flores para Manuel Rocafort. Ya en la década siguiente Barreras construye para Naviera Odiel el Puerto, Puerto de Ayamonte y Puerto de Huelva, mientras que para Condeminas de sus gradas también salen otras tres unidades bautizadas como Condecorado, Condemar y Condestable.
Más adelante -durante los años que abarcaron la Transición Española- pueden considerarse muy prolíficos para la atarazana en lo que respecta a la construcción de cargueros, García Miñaur encarga el Alalma, Algarmi, Alsixmar y Alyolex, entretanto a Nuvamar se le hace entrega de la pareja Jingshun (ex Nuvamenchu) y Zhong Hua 8 (ex Nuvamarina). Comenzando el siguiente decenio se producen las botaduras del Balsain y el Vinuesa, ambos para Compañía Oceánica Bret.

#### Portacontenedores

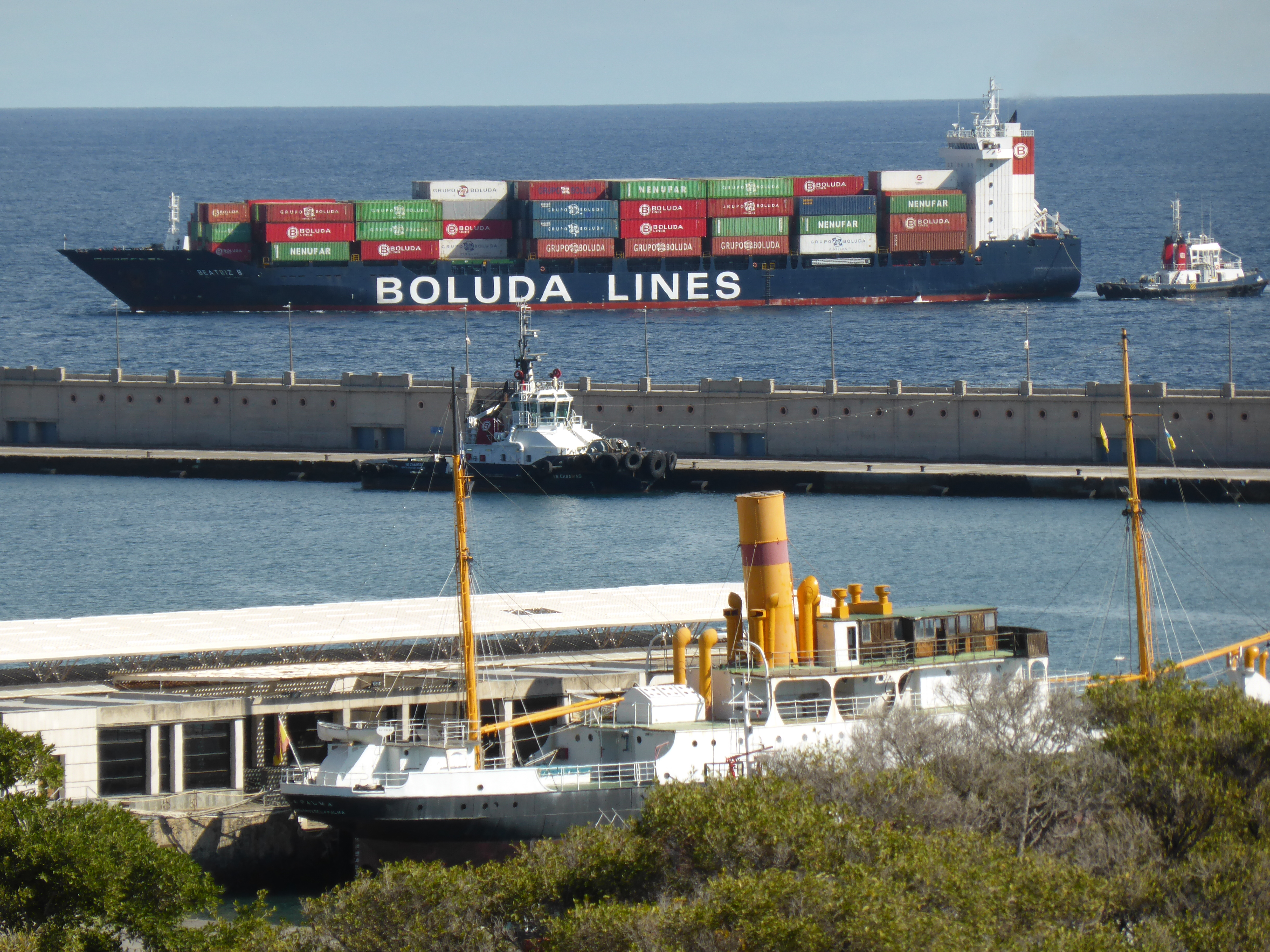
El Beatriz B (ex CTE Beatriz) en el Puerto de Santa Cruz de Tenerife.

La factoría se estrenó en el año 1980 en la construcción de buques portacontenedores cuando se producen las botaduras del Indianápolis y del Jarama por encargo de Naviera Transcontinental, y apenas un año después también bota otra pareja de este tipo de mercantes, el Gracia del Mar y el Julia del Mar, esta vez para Telde. El siguiente portacontenedores construido por Hijos de J. Barreras fue el Marqués de Comillas encargado por la Compañía Trasatlántica Española en 1997, repitiendo con esta misma casa armadora diez años después cuando le hace entrega del Beatriz B (ex CTE Beatriz) y del Verónica B (ex Ruiloba), mientras que en 1998 se hace entrega el Fernando M. Perera para Naviera Odiel, siendo además los tres últimos buques destinados al transporte de mercancías construidos por el astillero en su centenaria historia, sin tener en cuenta los metaneros, petroleros y rolones construidos a finales del siglo XXI y comienzos del XX. Ya que en los años posteriores Barreras centró sus políticas comerciales en la realización de proyectos de buques de alto valor añadido como offshore o ferris-crucero.

#### Rolones y cocheros

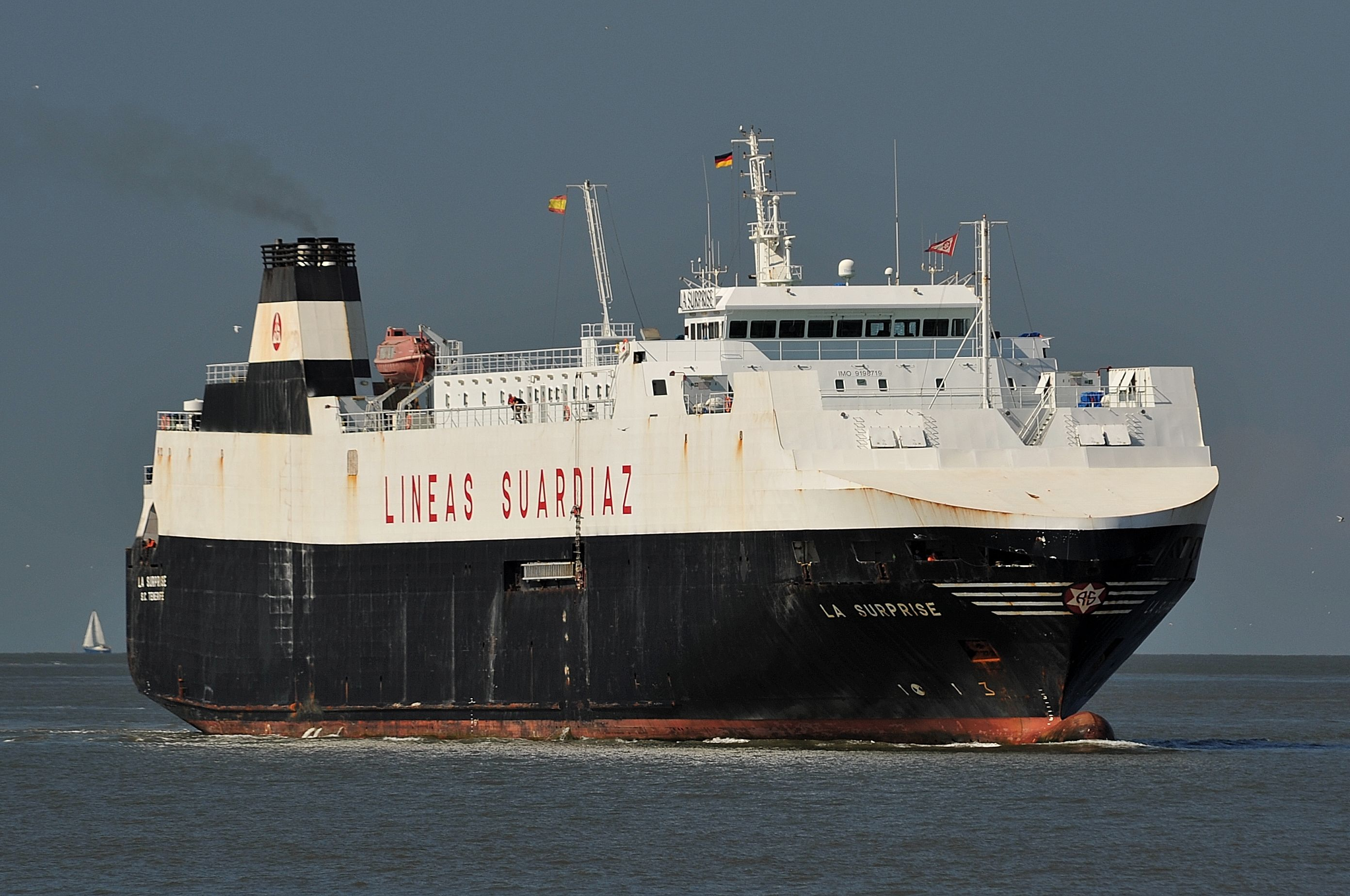
El Ro-Ro La Surprise es uno de los que realizan la ruta de la Autopista del mar entre las ciudades de Vigo y Nantes-Saint Nazaire.

A lo largo del lustro que abarca de 1999 a 2003, coincidiendo también durante los primeros años en los que José Francisco González Viñas dirigió la compañía, diversas navieras y armadores encargaron a la factoría gallega la construcción de varios rolones o cocheros (igualmente denominados Ro-Ro), buques destinados al transporte vía marítima de carga rodada. Sus principales clientes relacionados con este segmento de buques eran Suardiaz Group de España y Neptune Lines de Grecia.  A quienes se les construyó en las instalaciones de Hijos de J. Barreras los siguientes rolones: Bouzas, Gran Canaria CAR, L´Audace, La Surprise, Neptune Aegli, Neptune Dynamis, Suar Vigo, Tenerife CAR e Ysabel (A-06) (ex Galicia), todos ellos aún continúan navegando hoy en día.

#### Otros mercantes

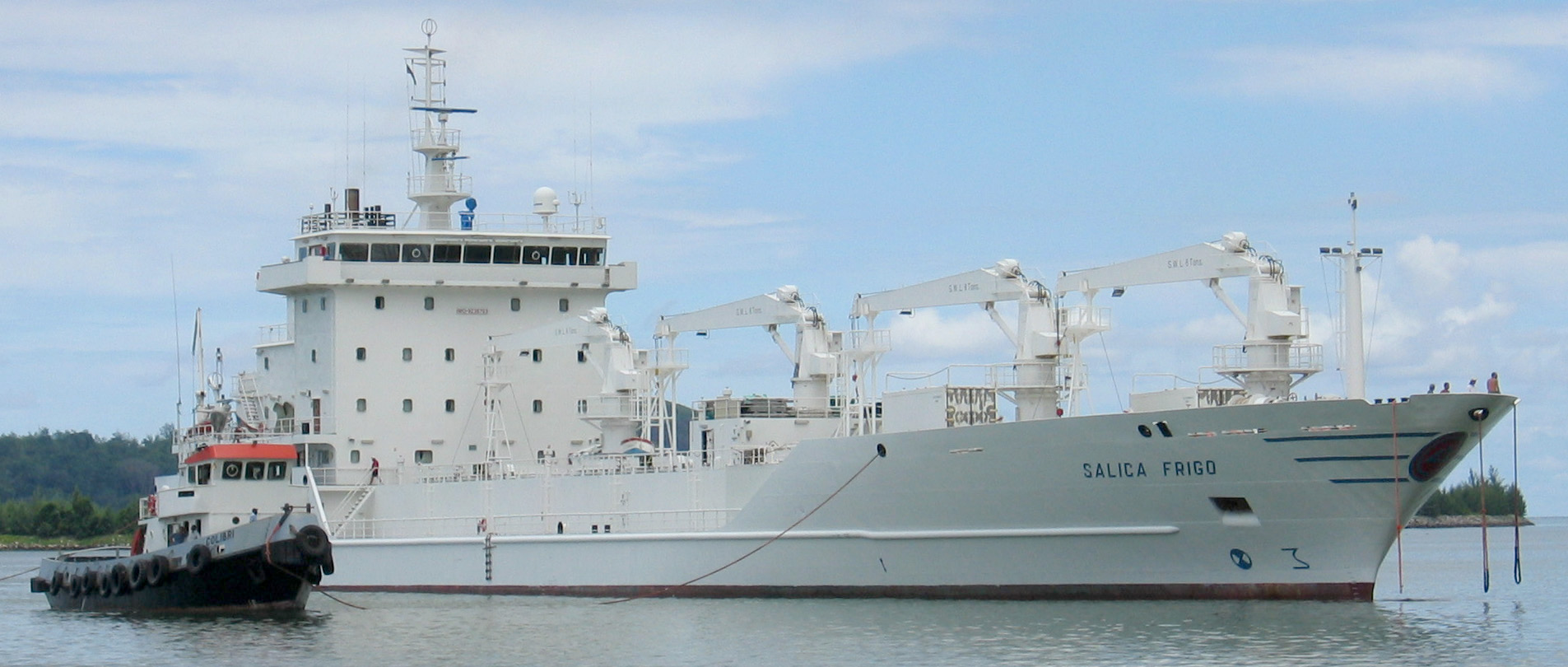
Mercante frigorífico Salica Frigo.

Durante su centenaria historia Hijos de J. Barreras realizó de forma ocasional proyectos de otro tipo buques destinados al transporte de mercancías no vinculados con los citados anteriormente. Como por ejemplo, el aljibe Venancio para el armador Víctor Montenegro, los mercantes frigoríficos Barranca para Fyffes Grove Limited de Irlanda y Salica Frigo para Albacora de España, el metanero Celanova para Naviera Toralla, o los petroleros Campaláns, Sichem Aneline (ex Alexander) y Guyenne, construidos por encargo de CAMPSA de España, Fouquet Sacop Maritime de Francia y Hellespont Ship Management de Alemania, respectivamente.

### Pesqueros

#### Arrastreros y bacaladeros

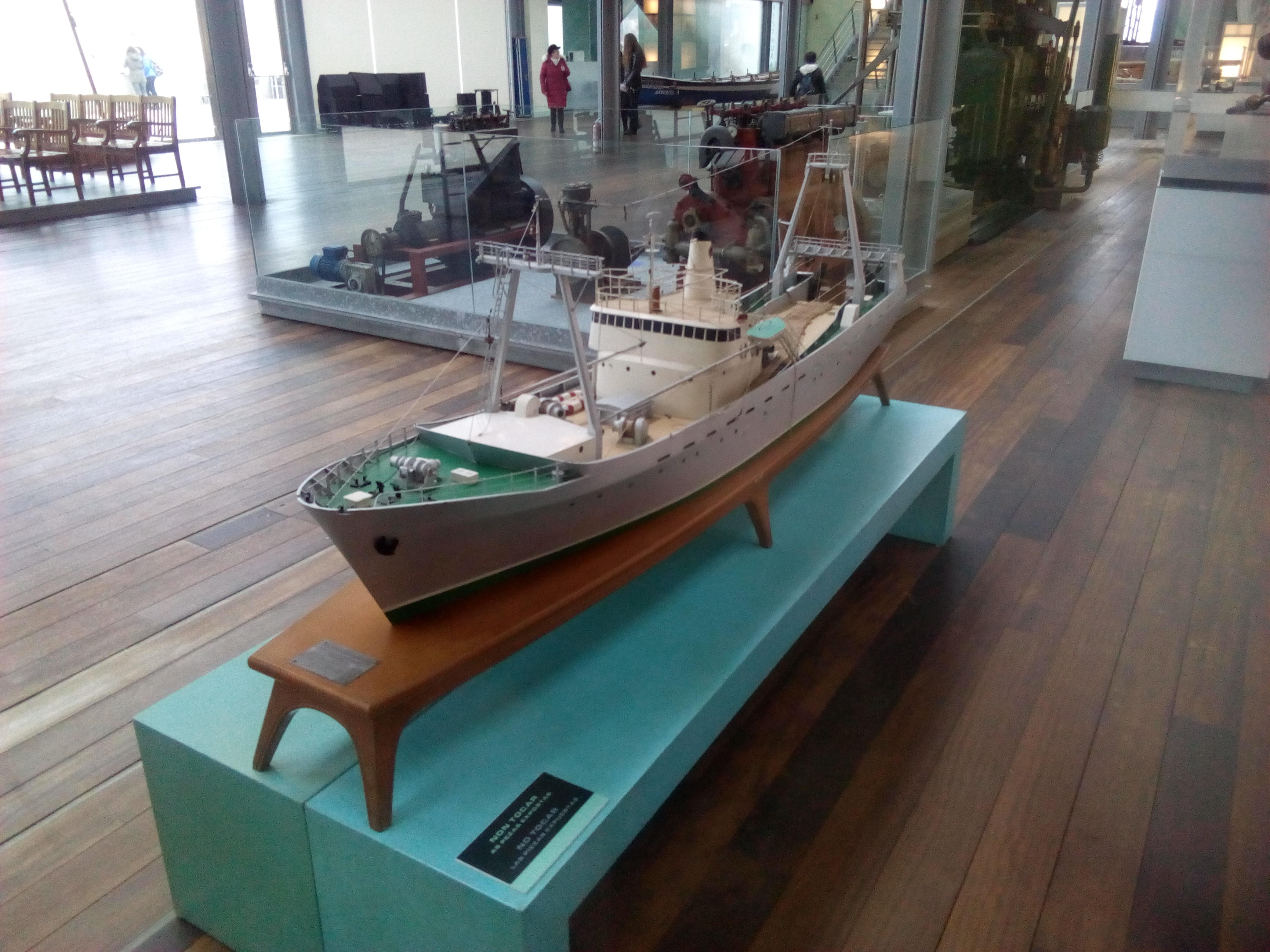
Maqueta de un bacaladero construido por el astillero expuesta en el Museo del Mar de Galicia.

En lo que respecta a los buques de pesca denominados arrastreros, así como también los destinados a la pesca del bacalao, se estima que la factoría naval construyó más de un centenar de unidades en diversas etapas a lo largo de su historia. Principalmente estos barcos eran por encargo de empresas pesqueras gallegas o españolas, aunque también realizó este tipo de proyectos para armadores de Chile, Cuba o Egipto. De todos estos pesqueros pueden citarse los siguientes: Antonio Álvarez, Argos Pereira (ex Friopesca Dos), Argos Vigo (ex Telleiro y ex Puente Pereiras Tres), Bajamar, Beluso (ex Balea), Bernardo Alfageme, Carlos Álvarez (ex Juan Álvarez Dos), Challenge (ex Isla Montaña Clara), Diego Ramírez (ex Congelador Mar Dos), Don Luciano (ex Joluma), El Purita, Eo, Fernando Álvarez, Hilda A (ex Baltim), Harvest Planet (ex Mardepesca Dos), Igueldo (ex Friopesca Uno), Ilebo (ex Croix du Sud), Isla Alegranza, Jinzhang (ex Isla Graciosa), José Luis Álvarez, Juan Álvarez (ex Juan Álvarez Uno), Juan de Urbieta, Leiza, Mahanova 7 (ex Mosqui), Manjuarí, Mar Caribe Uno (ex Ras el Bar), Marbel, Mar de Labrador, Mar de Hielo, Miño, Santa Mariña (ex Villa de Bueu), Sil, Tamadaba, Tarin (ex Isla Lanzarote), Urondo o Ur Ertza, entre otros.

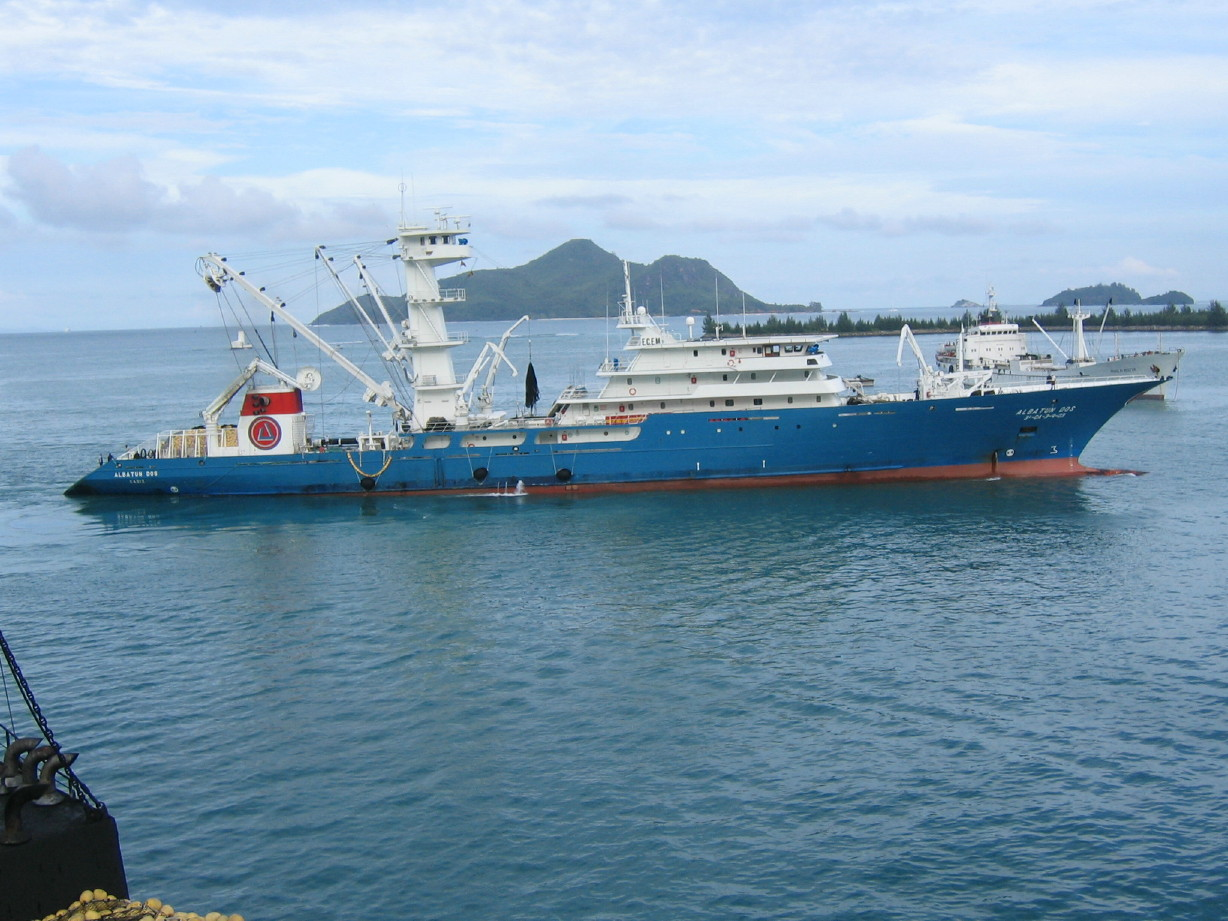
Atunero Albatun Dos (ex Albacora Dieciocho) en Victoria, Seychelles.

#### Atuneros
Uno de los grandes nichos de negocio del astillero vigués era la construcción de grandes atuneros congeladores. Sus primeras construcciones datan de la década de 1960 y fueron dos atuneros bautizados como Pedreña y Playa de Bermeo para Pesquera Vasco Montañesa, mientras que durante los dos últimos decenios del siglo XX hizo entrega de las siguientes unidades: Albacan, Albacora (el atunero más grande del mundo de su época), Albacora Quince, Albacora Uno, Artza, Doniene, Intertuna Tres, Mar de Sergio, Montelucía, Panamá Tuna, Txopituna Dos (ex Maratun), Vicente (ex Via Libeccio) y Zuberoa (ex Agur Zuberoa). En el año 2004 se produjeron las dos últimas botaduras de este tipo de buque en las gradas de Barreras, los «gemelos» de la Clase Albatun, Albatun Dos (ex Albacora Dieciocho) y Albatun Tres, pareja encargada por la armadora vasca Albacora. Empresa pesquera que fue copropietaria del desaparecido astillero desde 1997 hasta 2020 y de la que gran parte de su actual flota fue construida en la instalaciones de Beiramar.

#### Otros pesqueros
Durante sus ciento treinta años de historia Hijos de J. Barreras realizó de forma ocasional proyectos de otro tipo buques pesqueros no vinculados con la pesca de arrastre o grandes atuneros. Mención especial merece el contrato suscrito con Cuba en la década de 1960 para la construcción de 26 buques pesqueros correspondientes a los proyectos «TACSA 95 TF» y «TACSA 95 TFA», desarrollados por la firma de ingeniería naval española Tecnaco con el objeto de modernizar la flota pesquera del país caribeño. El contrato inicial consistía en veintiún buques, de los cuales dieciséis serían construidos en Astilleros y Construcciones (ASCON) y cinco en Barreras, pero finalmente el contrato fue ampliado y el astillero de Beiramar se encargó de la construcción de las siguientes nueve unidades: Camarón, Manjuarí, Río Cauto, Río Mayarí, Río Sagua, Río Salado, Río Toa, Río Yateras y Río Zaza.
De igual modo, la factoría naval viguesa también construyó embarcaciones pesqueras orientadas al palangre, buques de menor eslora y tonelaje que los anteriormente citados. Entre ellos el Bradomin y el Totorota, ambos para la armadora gallega Pérez Maya.

### Remolcadores

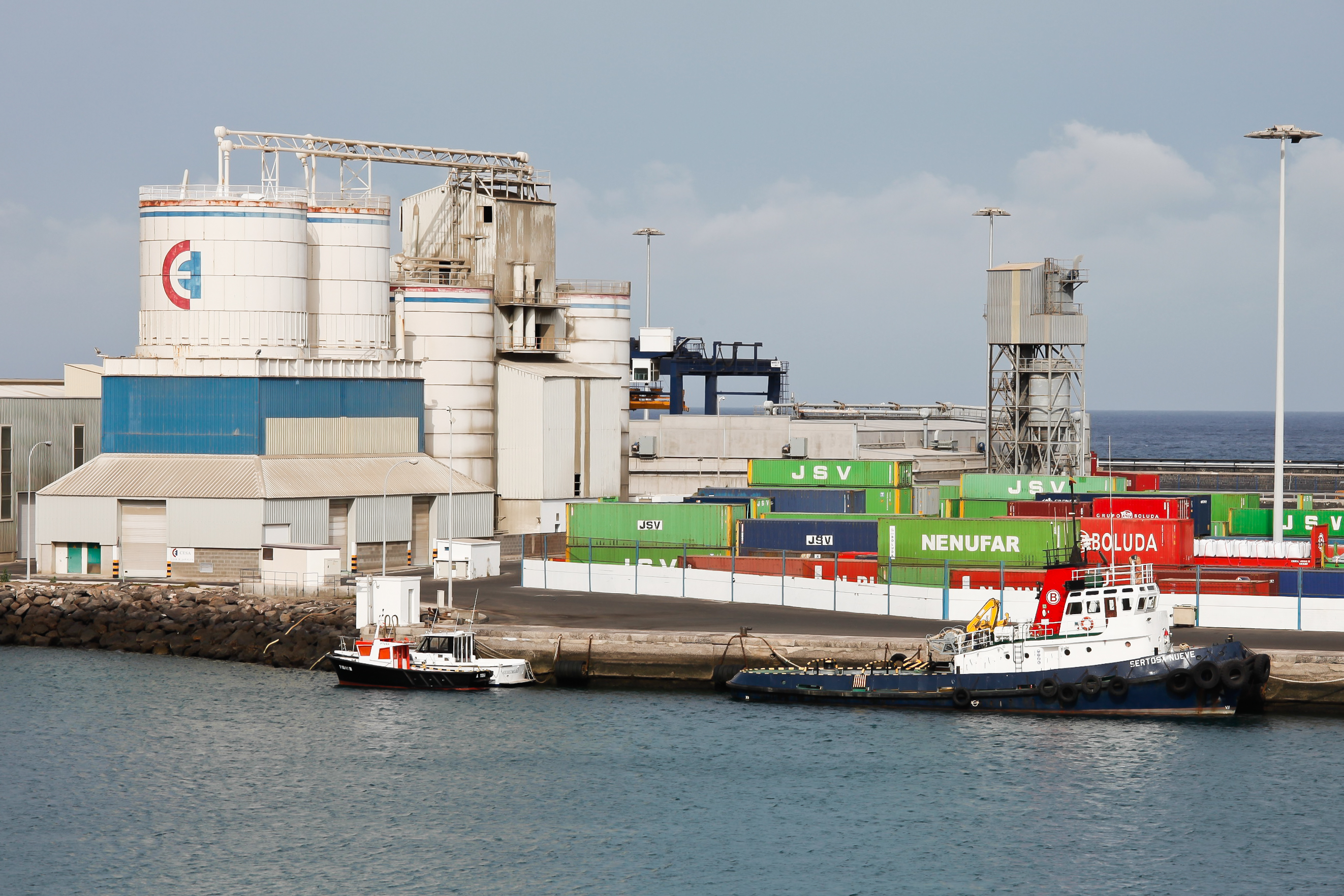
El Sertosa Nueve en el puerto de Arrecife, Lanzarote.

Durante el periodo que comprende las décadas de 1950 y 1960 la factoría realizó diversos proyectos por encargo de armadores privados y autoridades portuarias nacionales para la construcción de remolcadores destinados a diversas funciones como extinción de incendios, remolque y labores auxiliares en los puertos en donde operan. En las décadas posteriores la construcción de este tipo de buques en el astillero descendió en detrimento de embarcaciones de mayor porte, como por ejemplo mercantes, pesqueros o rolones.
De sus gradas salieron el Montgo (ex Zalvide), Remolcanosa Ochenta (ex Ordal), Sertosa Cinco, Sertosa Ocho, Sertosa Nueve, Sertosa Diez o Tamarán, entre otros.

### Sísmicos y offshore

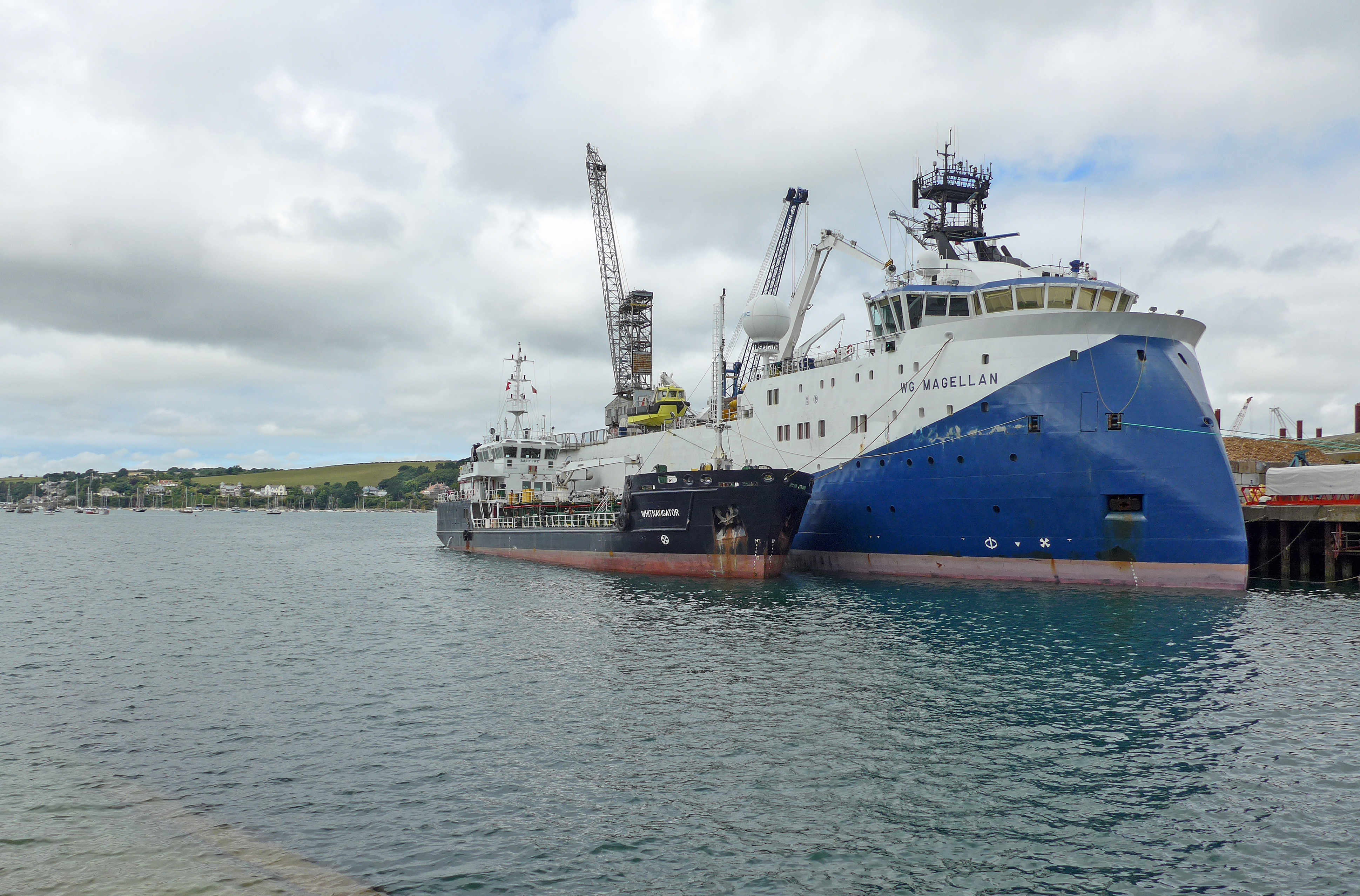
Buque de investigación sísmica WG Magellan.

La construcción de esta clase de barcos destinados al apoyo de plataformas petrolíferas, parques eólicos marinos o al tendido de cables submarinos era habitual en la última etapa del astillero. Los primeros proyectos de estas características realizados por Hijos de J. Barreras datan de la década de 1990 y consistieron en la construcción de dos cableros, el Iberus y el Teneo, ambos por encargo de la armadora Temasa de España.
Más adelante -ya en la década de 2010- hizo entrega de cuatro buques de investigación sísmica para Western Geco Fleet Management Gatwick de Reino Unido, bautizados como WG Amundsen, WG Columbus, WG Magellan y WG Vespucci. Estas cuatro unidades cuentan con la particularidad de que fueron los primeros sísmicos construidos en España con el modelo de Proa X-Bow.
Sus últimas construcciones este segmento de buques fueron los floteles (barcos utilizados principalmente como vivienda para trabajadores de la industria petrolera en alta mar) Edda Fides y Reforma Pemex, para Ostensjo Rederi As de Noruega y Pemex de México, respectivamente.

### Otras construcciones

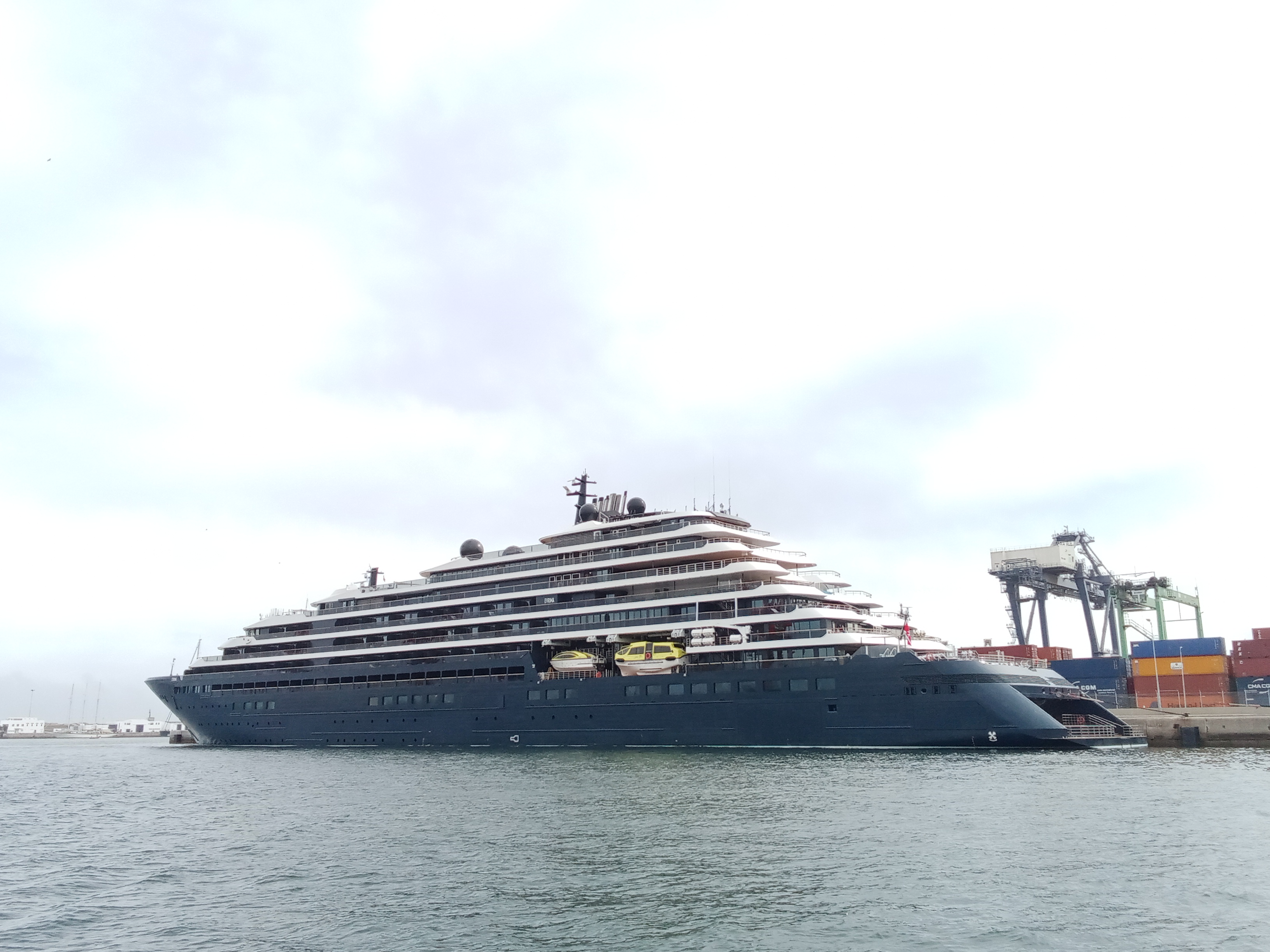
El Evrima en el puerto de Casablanca.

En su palmarés también figuran otros buques y estructuras flotantes no vinculados con los sectores anteriormente citados. Como por ejemplo las plataformas petrolíferas Afortunada para Offshore International de Estados Unidos y Penrod 70 para Penrod Drilling Co., compañía también norteamericana. Así como también el yate-crucero Evrima construido por encargo de la cadena hotelera The Ritz-Carlton Yacht Collection, Este crucero al margen de ser el último buque botado por Hijos de J. Barreras en toda su historia tiene la particularidad de que también es la construcción civil más costosa de toda la historia del sector naval español, superando los 400 millones de euros debido a los numerosos cambios realizados por el armador durante el proceso de construcción.

## Certificaciones de calidad
El astillero poseía los siguientes certificados de calidad: ISO 9001, ISO 14001 y OHSAS 18001.

## Instalaciones

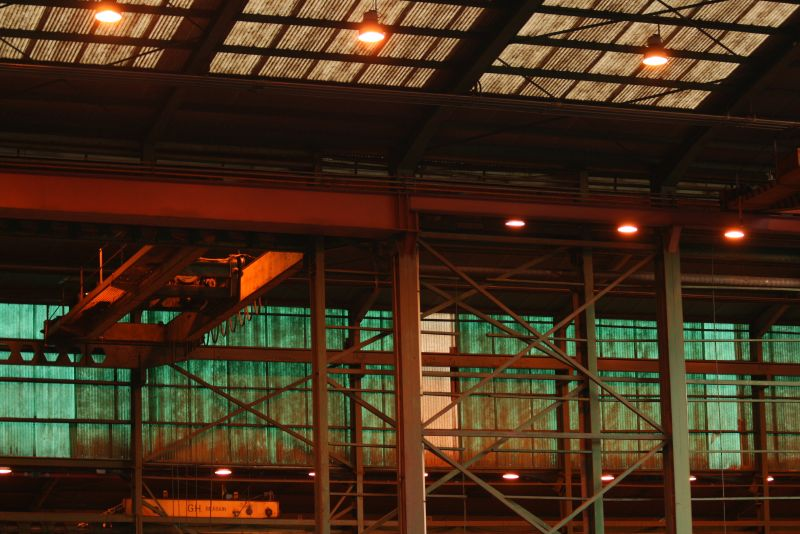
Uno de los talleres de calderería y soldadura.

Las instalaciones de Hijos de J. Barreras actualmente son utilizadas por la empresa Astilleros Armon Vigo a través de su filial Astilleros Ría de Vigo S.A., están ubicadas en la Avenida de Beiramar número 99 -en el barrio vigués de Coya- disponían de una superficie aproximada de 108 000 m². En la actualidad esta superficie ha aumentado hasta los 132 000 m² tras integrarse las instalaciones de Hijos de J. Barreras y de Aucosa con las de Armon Vigo, con el objeto de funcionar como un astillero unificado.
En ellas se encuentran dos gradas de 190 x 50 metros, un varadero de 120 x 17 metros para buques de hasta 2 400 toneladas y un muelle en donde se realizan los trabajos de armado e instalación de equipos en las embarcaciones de nueva construcción tras su botadura. También disponen de almacenes, talleres de calderería y soldadura, grúas móviles, puentes-grúa, auto-grúas, oficinas, centro de corte de chapa, etcétera.

## Premios y reconocimientos
- En 2024 -dos años después de su quiebra- el yate-crucero Evrima es galardonado como «mejor crucero pequeño del mundo» en la gala de los World Cruise Awards celebrada en noviembre de ese mismo año en Funchal.[162]

- En 2017 Hijos de J. Barreras junto con CaixaBank son galardonados por la Asociación Española de Financieros de Empresa (Asset) con el «premio a la excelencia financiera» de ese año.[163]

- En 2012 el ferri-crucero Volcán del Teide construido por Hijos de J. Barreras es galardonado con el premio al «ferri con mejor diseño interior» en la conferencia anual organizada por la Ferry Shipping Conference.[164]

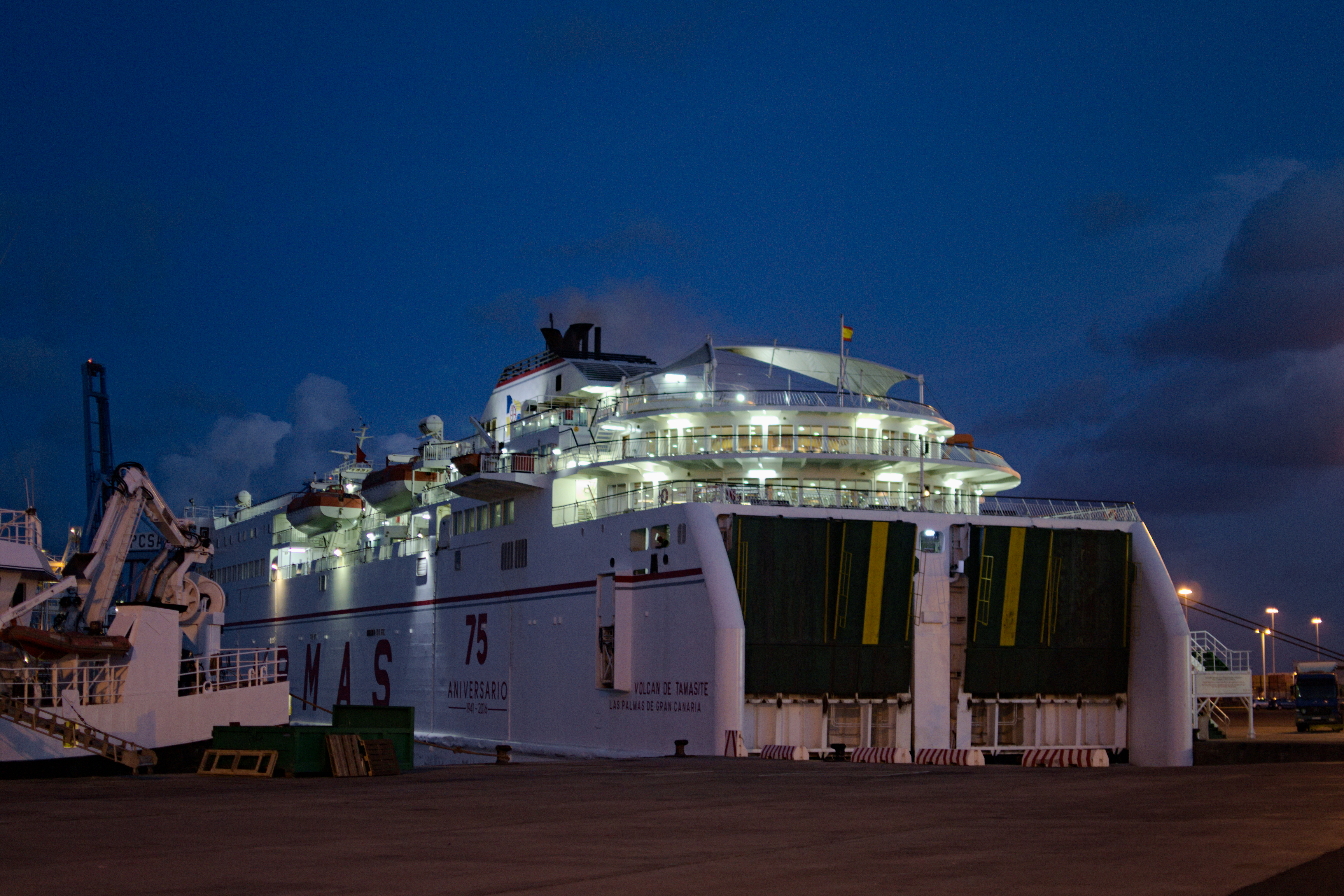
Ferri-crucero Volcán de Tamasite.

- En 2011 el flotel Edda Fides construido por Hijos de J. Barreras es galardonado como «Proyecto Innovador del año en el campo de la ingeniería naval» por la Delegación Territorial del Colegio Oficial de Ingenieros Navales y Oceánicos en Galicia.[165]

- En 2010 el ferri-crucero Volcán del Teide construido por Hijos de J. Barreras consigue el segundo puesto en el Concurso Buques Destacados que organiza anualmente la Asociación de Ingenieros Navales y Oceánicos de España (AINE).

- En 2009 el sísmico WG Columbus construido por Hijos de J. Barreras consigue el primer puesto en el Concurso Buques Destacados que organiza anualmente la Asociación de Ingenieros Navales y Oceánicos de España (AINE).[166]

- En 2009 el ferri-crucero Martín i Soler construido por Hijos de J. Barreras es galardonado con el premio al «ferri con mejor diseño interior» en la conferencia anual organizada por la Ferry Shipping Conference.

- Medalla de Oro de Vigo en 2008.[167] Distinción otorgada por el pleno del ayuntamiento en reconocimiento a su contribución al desarrollo económico e industrial de la ciudad y de su área metropolitana.

- En 2004 el ferri-crucero Volcán de Tamasite construido por Hijos de J. Barreras es galardonado en la categoría «Outstanding Ferry Lounge» en los premios que organiza anualmente la revista sueca ShipPax.[168]